# Кирилівська церква

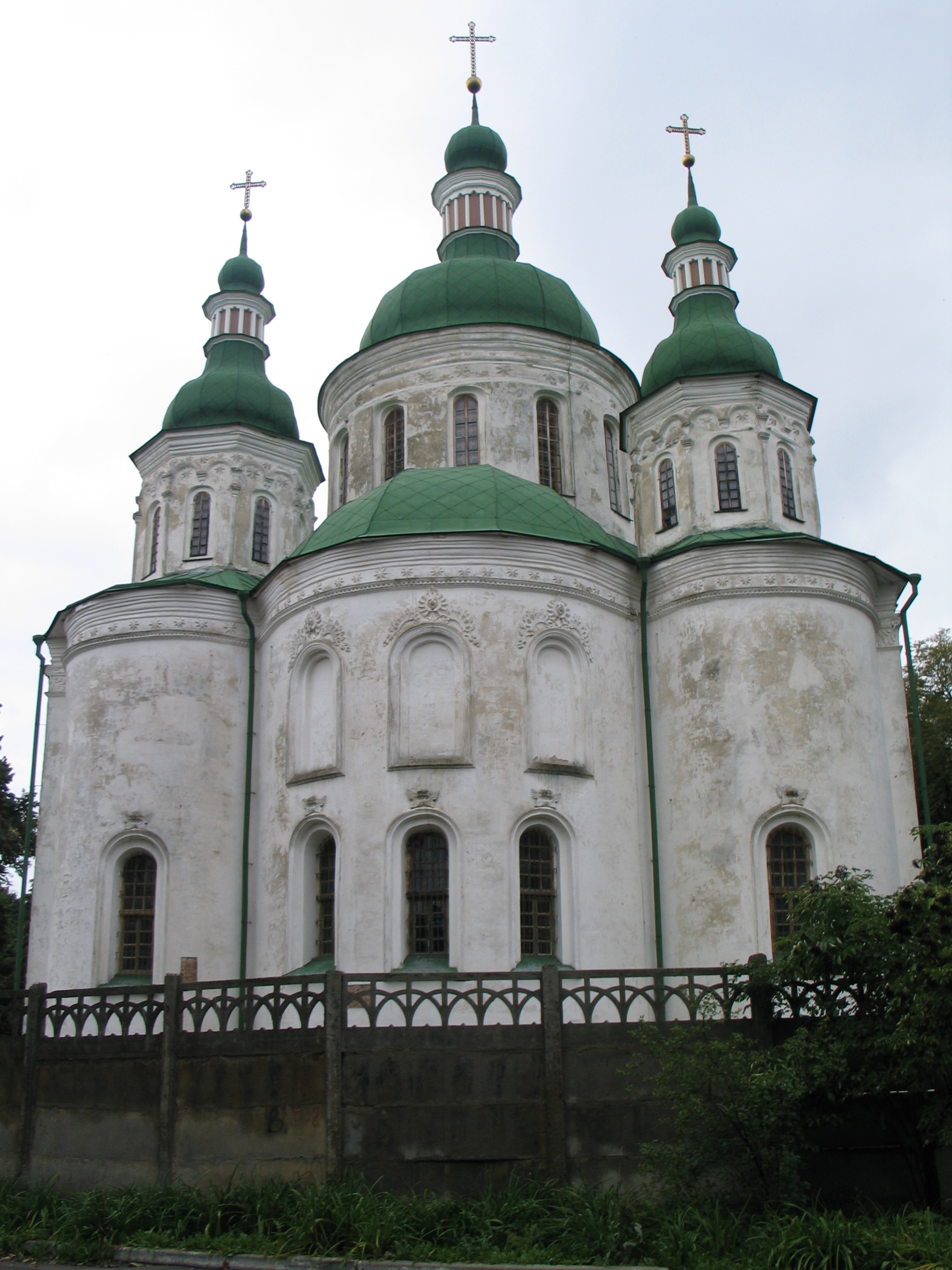

Кири́лівська це́рква, Церква Святих Кирила та Афанасія Александрійських — пам'ятка архітектури та монументального малярства XII, XVII, XIX століть.

## Історія

### Заснування та церковне життя протягом ХІІ— XVIст.

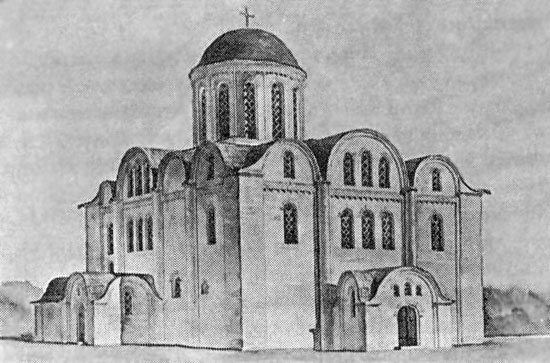
Кирилівська церква (первісний загальний вигляд). реконструкція Ю. С. Асєєва

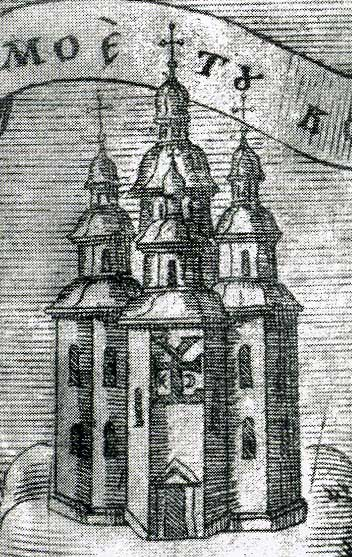
Схематичне зображення Кирилівської церкви на гравюрі І. Мігури. 1705—1706

В 1140-х роках великим київським князем Всеволодом II Ольговичем у північно-західній частині Києва було засновано родовий монастир, присвячений св. Кирилу Александрійському. Місцерозташування було обрано не випадково. На початку другої половини XII ст. давньоруська держава об'єднувала ряд самостійних князівств, кожне з яких мало свій економічний, політичний і навіть культурний статус. Посилення впливу окремих князівств не послабило ролі Києва як державного центру. У XII ст. за великокняжий стіл боролися дві династії — Мономаховичів (нащадки Всеволода Ярославича і його сина Володимира Мономаха) і Ольговичів (нащадки Святослава Ярославича і його сина Олега). Важливим стратегічним плацдармом на шляху до «стольного граду» було урочище Дорогожичі (Дорожичі), неодноразово згадуване літописними джерелами. Саме тут сходилися дороги, що пов'язували Київ з Черніговом, Полоцьком, Новгородом, Волинню, Галичем, а також з торговими центрами Європи. У 1139 р. чернігівський князь Всеволод II Ольгович захопив Київ зі сторони Дорогожичів і під час свого київського князювання (1139—1146) заклав на Дорогожичах церкву, присвячену своєму небесному патрону — св. Кирилу Александрійському. Точна дата будівництва Кирилівської церкви невідома. Перша згадка про храм міститься у статті Іпатіївського літопису під 1171: :«…снѧшасѧ брат҄ꙗ Вышегороде и пришедше сташа на Дорогожичи подъ ст҃ымъ Курилом҄». Будівництво церкви завершилося, очевидно, за вдови Всеволода, княгині Марії Мстиславівни. Церква стала місцем упокоєння представників чернігівської князівської династії Ольговичів. Літописи повідомляють про поховання тут: княгині Марії Мстиславівни († 1179); княжни Марії Казимирівни († 1179); київського князя Святослава Всеволодовича († 1194), відомого героя «Слова о полку Ігоревім»; князя Всеволода Чермного († 1215). Саркофаги з князівськими похованнями до нашого часу не дійшли, але в західній частині храму збереглися аркосолії — спеціально виділені аркові ніші, призначені для поховань.
Кирилівська обитель зазнала періоди розквіту і занепаду, перебудов і реставрації. Літописна стаття 1231 року згадує ігумена Кирилівської церкви Климента і засвідчує існування монастиря в XIII ст. Під час навали орд хана Батия в 1240 р. Кирилівський монастир, ймовірно, розділив долю багатьох київських монастирів, що їх було пограбоване і спустошено. Післямонгольський період існування храму висвітлений лише кількома документами (1539 і 1555 рр.), що повідомляють про монастирські земельні володіння.

### Відродження монастиря у XVIIст.
Відродження монастиря відбувається на початку XVII ст., що пов'язано із загальним підйомом національної культури і визвольним козацьким рухом. У цей час у Києві відновлювалися стародавні храми, було створено православний колегіум, відкрито потужну друкарню. Патроном Кирилівської обителі стає князь Костянтин Острозький — борець за політичну і релігійну самостійність русинів-украінців (або народу руського). Монастирем управляв ігумен Василій (Красовський) (1605—1614), що він «тую запустелою и заваленную от давнього часу церковь працею и старанием своими, муры обваленние, верх самой диравой працею, коштом и накладом своим оправил». 1612 року в Кирилівській церкві влаштовано три престоли: на честь Св. Трійці, Св. Кирила Олександрійського, Архангела Михаїла, храм заново освячено і перейменовано на Свято-Троїцький.
У 1651 році, коли до Києва увійшло військо Януша Радзівіла, Кирилівська церква, як і багато інших київських храмів і монастирів, була спустошена. Проте вже у другій половині XVII ст., Кирилівська обитель збагачується за рахунок збільшення земельних володінь і діяльності впливових монастирських ігуменів. Під патронатом гетьмана Івана Мазепи, за ігуменів Інокентія (Монастирського), 1681—1697 рр., Димитрія Туптала, 1697 р., та інших, у церкві провадилися значні будівельні роботи.
Після великої пожежі 1734 р. до відновлювальних робіт в монастирі було залучено відомого українського архітектора І. Григоровича-Барського. За його проєктом, впродовж 1748—1760 рр., на подвір'ї зведено комплекс кам'яних споруд. Монастир оточено потужними мурами з чотирма кутовими вежами. У центрі ансамблю височіла Кирилівська церква, оновлена у стилі українського бароко. У 1759—1778 роках було побудовано 3-ярусну дзвіницю. З усіх споруд до нашого часу вціліла тільки невелика частина монастирського муру із однією з чотирьох зовнішніх веж.
Наприкінці XVIII ст. у зв'язку з ліквідацією великого церковного землеволодіння, за наказом імператриці Катерини II 1786 року Свято-Троїцький Києво-Кирилівський монастир було ліквідовано. А в 1806 року, після створення Києво-Кирилівських богоугодних закладів, згодом — відомої міської лікарні для душевнохворих, Кирилівська церква стає лікарняною.

### Дослідні та реставраційні роботи церкви у XIX ст.

Кирилівська церква. Фото початку XX ст.

XIX ст. відкриває нову сторінку в історії вивчення багатьох давньоруських пам'яток. Впродовж 1880—1889 років під керівництвом професора А. Прахова у Кирилівській церкві провадилися дослідні та реставраційні роботи, метою яких було «вернуть храму благолепный древний вид». По завершенні робіт, 29 травня 1889 р., церкву освятили.

### Радянський період
18 травня 1929 р. за рішенням Ради Народних Комісарів УРСР Кирилівську церкву перетворено на музей. В умовах антирелігійної пропаганди і націоналізації церковного майна створення Києво-Кирилівського державного історико-культурного заповідника було єдиним способом збереження пам'ятки культової архітектури. До складу музею, очоленого О. Александровим, увійшло 11 монастирських споруд, більшість з яких були зруйновані в 1930-х роках.
У післявоєнні роки в Кирилівській церкві проводилися тривалі ремонтно-реставраційні роботи. У 1965 р. музей відкрито для відвідувачів, як один з філіалів у складі Державного архітектурно-історичного заповідника «Софійський музей», нині це Національний заповідник «Софія Київська».

### Часи незалежності
У 1993 році було зареєстровано Кирилівську парафію Української православної церкви. З 1994 року в храмі відновлено богослужіння, які з 1995 провадться регулярно по неділях і святах. У 2011 році парафію було перетворено на чоловічий монастир. Спільне використання пам'ятки здійснюється на засадах укладеного договору та є одним з прикладів конструктивної взаємодії музею та церкви з метою збереження культурної спадщини.

## Архітектура

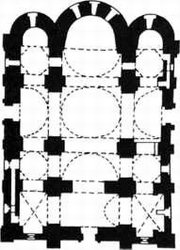
Стародавній план Кирилівської церкви

Сучасний вигляд Кирилівської церкви, у формах українського бароко, лише умовно нагадує її оригінальну архітектуру. В той час як інтер'єр храму майже не зазнав змін з XII ст. Церква, зведена місцевими майстрами, відображала новий напрямок давньоруського зодчества, що склався наприкінці XI — першій третині XII ст. у чернігівській архітектурі. На формування цієї нової будівничої школи, окрім візантійського і київського зодчества, значний вплив справила романська архітектура. Після затвердження у 1140-х рр. у Києві чернігівської князівської династії Ольговичів і приходу (до Києва) чернігівської артілі, цей напрямок поширюється майже на всі давньоруські землі.
Кирилівська церква належить до типу хрестовокупольного, шестистовпного, тринефного храму з однією банею та закомарним покриттям. З західної, північної та південної сторін до церкви примикали невеликі прибудови, що їх фундаменти було виявлено у ході археологічних досліджень. Три портали храму мали триступінчастий профіль і завершувалися напівциркульними арками (збережено архітектурні форми і фрагменти первісного фрескового розпису південного порталу). Купол напівсферичної форми розташований на високому, круглому у плані, барабані, встановленому на потужному четверику. Фасади церкви ділилися лопатками у відповідності до внутрішнього членування храму. На лопатки спиралися арки закомар. Під закомарами і над карнизом куполу проходив аркатурний фриз (його фрагменти збереглися на південному фасаді). Апсиди і барабан куполу було декоровано напівколонками.
У плані церква являє собою прямокутник, витягнутий за віссю «захід-схід», її розміри — 31×18,4 м. Хрещатими стовпами храм розділено на три поздовжніх (нефи) і три поперечних коридори. Поздовжні нефи завершуються на сході вівтарними апсидами. Центральний неф і головний поперечний коридор (трансепт) утворюють у перетині просторовий хрест. Над центром перетину хреста розміщується купол. Розмір підкупольного простору: 7×7,7 м. Між західною парою стовпів знаходиться стіна з широкою аркою, що веде із наосу до нартексу. Центральну частину нартексу перекрито коробовим склепінням, бічні частини — хрестовими склепіннями. Археологічні розкопки виявили, що у південній частині нартексу розміщувалися хрещальня з невеликою апсидою, від якої вціліли лише фрагменти. У стінах нартексу розташовано чотири аркосолія. На хори веде вузький хід у північній стіні, товщина якої 1, 98 м. Хори розміщуються над нартексом і західними осередками бічних нефів. У південному виступі хорів знаходиться князівська молитовня, що має вигляд невеликого ізольованого приміщення з апсидою. Лопатки стовпів на хорах декоровані напівколонками. У центральну частину церкви хори відкриваються арками. У стіні південної апсиди існує хід. Його сходи вели до невеликого приміщення з арочним отвором, відкритим у бік вівтаря.
Церква побудована у техніці рівношарової кладки («opus isodus») із плінфи розмірами 30×26×4,5 см; 32×22×5 см. Стародавня кладка (зондаж відкрито на західному і південному фасадах) збереглася по всьому периметру стін до рівня п'ят закомар, а також в апсидах, опорних стовпах, підпружних арках і на 2/3 барабану купола. У вітрила хрестових склепінь закладено глиняні глечики (голосники), що слугують для поліпшення акустики. У декорі церкви широко використано місцевий пірофіллітовий сланець, т. зв. червоний шифер: вціліли стародавні карнизи на стовпах і плити перекриття ходу в північній стіні. Підлогу церкви було викладено гладенькими шиферними плитами, у центральній частині храму їх інкрустовано різнобарвною смальтою. Стародавня підлога не збереглася, внаслідок численних ремонтів. У 1960-х рр. рівень підлоги було знівельовано до вихідного з метою відновлення первісного архітектурного об'єму церкви.
Перші свідчення про ремонт церкви відносяться до початку XVII ст. Тоді було перекладено склепіння у центральній частині храму, оштукатурено фасади. Наприкінці XVII — початку XVIII ст. закомарне перекриття церкви замінили на чотирискатне, встановили чотири бічні куполи на барабанах восьмигранної форми, західний фасад зміцнили двома пілонами, замість закомарного завершення звели антаблемент.
Внаслідок реконструкції 1748-1760 рр. дах церкви став двосхилим, куполи отримали грановану грушоподібну форму, над західним фасадом було зведено фронтон м'якого хвилеподібного абрису. Численні і різноманітні деталі ліпного декору: вікна й ніші прикрашені квітковими гірляндами, рослинними пагонами, листям аканфу; портали — колонами, капітелями іонічного і коринфського ордеру надали архітектурі особливої урочистості. Пишні і виразні риси українського бароко досі визначають сучасний зовнішній вигляд пам'ятки. Наукові дослідження архітектури Кирилівської церкви провадились А. Праховим (1880—1882 рр.), І. Моргілевським (1924—1928 рр.), Ю. Асєєвим (1937—1939 рр., 1944—1945 рр.), Н. Холостенком (1955—1960).

## Інтер'єр

### Фрески

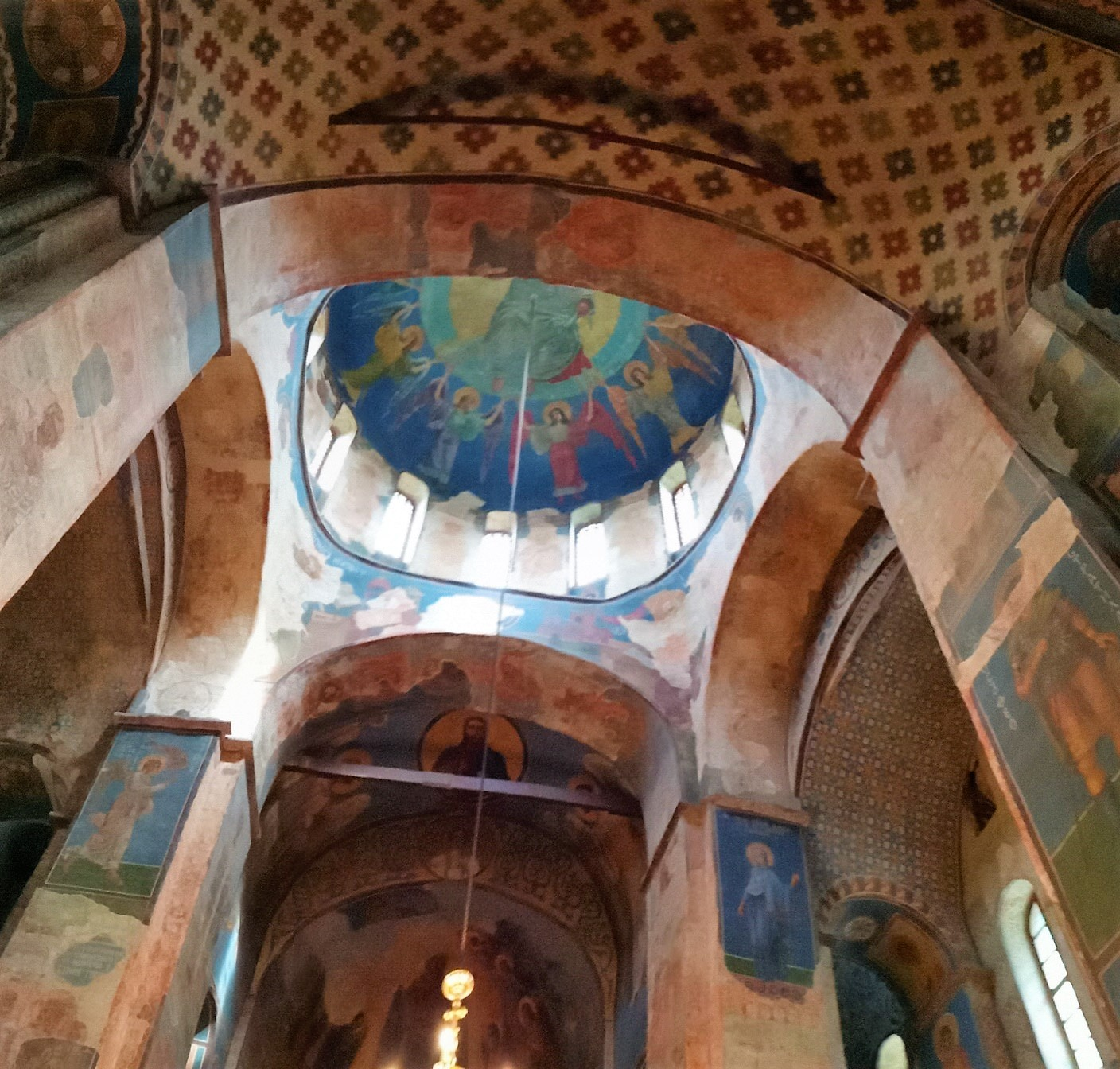
Інтер'єр Кирилівської церкви

В XII ст. стіни Кирилівської церкви були розписані фресками, відповідно до іконографічних канонів. У XVII ст. фресковий живопис храму був частково поновлений темперними фарбами.
У XVIII ст., під час ремонту, стіни храму не розписали, а лише потинькували та побілили.
У 1880-х у церкві відбувались реставраційні роботи під керівництвом професора Петербурзького університету, відомого мистецтвознавця А. Прахова. Тоді з-під багатовікових нашарувань тиньку та живопису було відкрито унікальний давньоруський стінопис. Але згодом фрески поновили олійними фарбами. В 1970-х у музеї «Кирилівська церква» проводились масштабні реставраційні роботи по відкриттю фресок з-під записів XIX ст. Цю роботу під керівництвом П. Редько проводила бригада реставраторів. Завдяки їхнім зусиллям, було професійно відкрито понад 800 кв. м. фресок. У місцях, де фреска не збереглася, були залишені залишки стінописів XIX ст.
Розташування фресок відповідає розробленій Церквою канонічній схемі небесної ієрархії. У простінках вікон барабану купола розміщені монументальні фігури дванадцяти апостолів. На вітрилах середхрестя розташовані чотири євангелісти. Найкраще збереглося зображення євангеліста Марка на південно-західному вітрилі.
На центральних підпружках арки в круглих та квадратних медальйонах зображено сорок Севастійських мучеників, які, ніби стовпи християнської віри, підтримують барабан купола — символ небесної сфери. У центральній апсиді — фігура Богоматері Оранти з молитовно піднятими руками. Більша частина фігури — олійний живопис XIX ст, від фрескового зображення зберігся край блакитного хітону та подіум, на якому вона стоїть. Під Орантою розміщена фрескова композиція «Євхаристія» — сцени причащання апостолів.
Під «Євхаристією» розташована композиція «Святительський чин» або ж «Поклоніння жертві». Тут фігурують образи Батьків християнської Церкви. Зображення вселенських учителів можна побачити й нижче, у дев'яти круглих медальйонах. На стовпах тріумфальної арки розміщена фрескова композиція «Стрітення». На північному вівтарному стовпі зображено свята родина — Йосип та Марія з Христом-дитиною на руках. Вони прямують до храму. Вражає майстерним виконанням образ Симеона-Богоприємця. Перед глядачем постає поважний старець у блідно-блакитному хітоні; зморшки на обличчі виписані обережними, тонкими мазками. Композиція символізує спадковість Старого заповіту заповітом Новим.
Під сценою «Стрітення» — монументальні фігури апостолів Петра та Павла. На північній стіні трансепта розташована композиція «Успіння Богородиці». Особливістю цього сюжету є зображення апостолів із янголами на хмарах, на яких вони з усіх кінців світу направляються до Єрусалима для поховання Богородиці. На протилежній стіні написана композиція «Різдво Христове», що знаменує прихід у цей світ Спасителя.
Значну мистецьку вартість має унікальний фресковий цикл південної апсиди. Ці яскраві деталізовані сцени житія Александрійських єпископів Кирила та Афанасія, сцені, котрі не мають аналогів серед стародавніх пам'яток візантійсько-балканського кола.
Усього на стінах південної апсиди виконано 16 сцен житія, з яких написані технікою фрескового живопису дванадцять — «Кирило пише заповідь Божу», «Кирило вчить царя», «Кирило навчає у соборі», «Богородиця благословляє Кирила та Атанасія» та інші.
Особливий інтерес викликає сцена «Кирило навчає царя». Царя зображено у парадному давньоруському княжому одязі XII ст. Можливо, тут зображений не цар — візантійський імператор, а давньоруський князь, ним міг бути князь-фундатор Кирилівської церкви Всеволод Ольгович.
Живопис жертовника, або ж північної апсиди Кирилівської церкви, репрезентує сюжети, котрі не мають аналогів у тодішньому монументальному живопису. Усього на стінах апсиди зображено образи 25 балканських святителів, більшість яких збереглись у храмі. Поряд з деякими святими читаються імена. Тут зображено образи Кирила та Мефодія, Климента Охридського, Іоанна Македонського, Йосифа Солунського, Єфима Єврена, Артемія, Власія, Стефана. У древньому монументальному живопису, що випадково зберігся до нашого часу, у такій кількості й такому складі ці святителі більше ніде не зустрічаються. На стінах собору з XII ст. до нашого часу збереглося п'ять фрескових зображень святих вояків. Одне з них відрізняється оригінальним трактуванням. Ця фреска виконана на пілоні центрального північного стовпа, у другому регістрі. Напис, який повинен був супроводжувати зображення, на жаль, не зберігся. Образ має німб. У святого — густе волосся, великі очі, великий ніс; на плечах плащ-корзно з великою фібулою, а також довга кольчуга, одягнута наверх сорочки; руки воїна спираються на великий щит.
Гордувата імпозантна фігура каже про те, що зображений не простий воїн, а князь-полководець. Одяг та аксесуари воїна нагадують давньоруський військовий одяг, а в деяких рисах обличчя та фігури святого розпізнають натяк на зовнішність засновника кирилівського храму Всеволода Ольговича. Літературний опис зовнішності князя змальований істориком Татищевим: «Сей князь — муж был велик ростом и вельми толст. Глаза имел не маленькие, нос длинный, бороду широкую…».
Увагу відвідувачів привертає грандіозна композиція «Страшний суд». Вона розташована у нартексі та переходить на поверхню стін, стовпів. У монументальному церковному живописі цей сюжет має поширення в пам'ятках України-Русі з XII ст. У Кирилівській церкві подібну композицію можна розглядати як найбільш раннє та ніде не пошкоджене зображення Страшного суду у давньоруському мистецтві.
Особливу цікавість викликають складові частини цієї композиції — «Хода князів», «Лоно Авраама», «Янгол, що звиває небо».
Сцена «Хода князів» розташована на пілоні північного стовпа нартекса, де гармонійно об'єднані ритм малюнка та кольору. На західній стіні південного нефу, над місцем давнього поховання, сцена вічного покою — «Лоно Авраама» — символ раю. Сцена «Янгол, що звиває небо», логічно завершуючи композицію «Страшний суд», прикрашає пілон південного стовпа нартекса. Ця динамічна, вишукана сцена кінця Світу, виконана в найкращих традиціях давньоруського монументального розпису. Композиція наповнена високою духовною напругою та драматизмом: янгол енергійно згортає від пориву вітру великий небесний сувій, що символізує кінець Світу. Сумний вираз обличчя янгола, помах крила, покірно похилена голова яскраво передають трагізм майбутньої події.
На південній стіні — сцена «Янгол, що веде юного Іоанна (Хрестителя) в пустелю». Художник майстерно передає граційний рух янгола. Голова повернута до Іоанна, котрого янгол підтримає правою рукою, а лівою вказує йому шлях на небо.

### Графіті

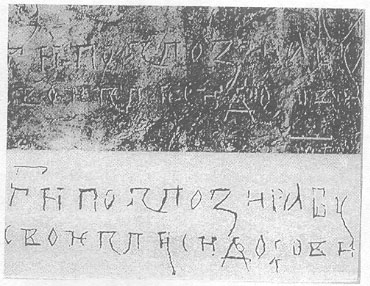
Графіто «Сидора» кінця XIII — XIV ст.

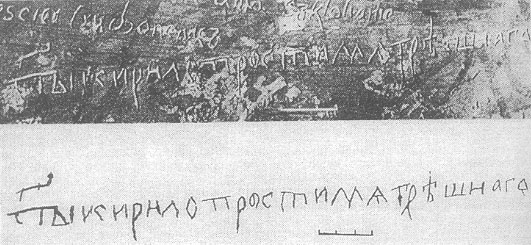
Графіто XV ст. з Кирилівського храму («Святий Кирило, прости мя грішнаго»)

У Кирилівській церкві — в нижньому ярусі стін — збереглося відносно небагато первісного тиньку, де б можна було чекати знахідок графіті. Попри те, тут є три стародавні написи, палеографічне датування яких відносять до XII ст., і знайдено їх в апсиді південного нефа.
- Напис перший: «Господи, допомозі рабу своєму Мартину Семюновичу». Напис зроблено чітко, вправною рукою, його літери ретельно виписано.
- Поблизу знаходиться ще один: «Господи, помозі рабу своєму Федору, амінь, дякові». Очевидно, що автор його — Федір — був дияконом у Кирилівській церкві.

Виникає запитання: «Невже в давнину дозволялось видряпувати написи на
стінах храмів?» Виявляється, що князь Володимир Святославич видав церковний устав, що суворо застерігав від псування стін храмів різноманітними написами і малюнками. Цей злочин вважався не менш жахливим, ніж псування могил і знищення на них хрестів. «Різання» стін каралось штрафом і ударами палиць, але прагнення людини «залишити свій слід в історії» було сильнішим за всілякі заборони.
Тенденція до видряпування написів виявилась надзвичайно живучою, про що свідчать стіни давньоруських споруд, криті численними написами і малюнками. Крім написів, зроблених простими людьми, існують і такі, що належать князю, княгині, боярам. Коло авторів графіті свідчить про значне поширення писемності у давній Україні-Русі.
На стінах Кирилівської церкви збереглась значна кількість епіграфічних пам'яток XII — XVIII століть, з-поміж яких виділяються три молитовні написи у її південній апсиді (дияконнику), у цих текстах згадуються представники кліру. Вперше цей зв'язок встановив Сергій Висоцький. Написи виконані в тій частині храму, доступ до котрого прості віряни не мали, в одному з тих написів автор Федір позначений дяком.

### Живопис XVIIст.

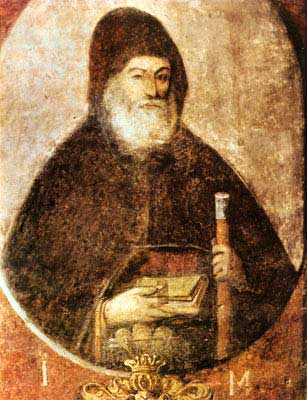
Портрет Інокентія Монастирського. XVII ст.

З темперного розпису XVII століття зберігся портрет ігумена Інокентія Монастирського — відомого дипломата і громадського діяча, написаний на пілоні південного нефа. Портрет є вартісною пам'яткою українського портретного живопису того часу.
Перед глядачем постає півпостать в овалі, вписаному в прямокутник. Зображення цілком реалістичне, художник досить майстерно втілив риси особистості портретованого, його характер та настрій.
Усе це просто «вибиває» зображення на стіні з-поміж ликів святих довкола. З портрета спокійно, велично, але водночас трохи лукаво й допитливо дивиться старець у рясі та чорному клобуці, прикрашеному тонкою золотою стрічкою. Вдивімося в його обличчя: воно бліде й витончене, чорні брови відтіняють загальну блідість, погляд зосереджений і багатозначний, тонкий ніс з горбочком, сива широка борода.
У правій руці отець тримає закриту книгу, а в лівій — ігуменський посох. Із загальним настроєм портрета гармоніюють глибокі й водночас стримані темні тони. Все виказує руку дуже гарного майстра, і, мабуть, варто погодитися із твердженням видатного українського мистецтвознавця П. Білецького, що художник походив зі школи Олександра та Леонтія Тарасевичів, а можливо автором був один із братів.
Під овалом портрета — герб Сас, а обабіч — монограма із семи літер. Здавалося б, це досить промовиста й чітка підказка до визначення особи зображеного.
А проте саме на цю підказку довго не звертали уваги й уважали портрет зображенням Василя Красовського-Масла Чорнобривця. Дослідники чомусь не помітили ідеї Є. Кузьміна, висловленої ще 1900 р., що це портрет саме Інокентія Монастирського лише 1963 р. була розшифрована монограма портретованого: І(нокентій) Монастирський) Щгумен, так тоді писали) С і Т накладені одна на одну (Свято-Троїцький) Щиево) Щирилівський).
Так загадковий портрет був нарешті точно атрибутований. Це дало підстави датувати його кінцем XVII ст. (незадовго по смерті Інокентія Монастирського — після 1697 р.). На портреті Інокентія Монастирського зображений герб типу «Сас». Генеалогічні студії вказують, що серед осіб, які мали такий герб, справді були Монастирські, котрі походили з Перемишльщини. Можна припустити, що шляхетство було куплене кимось із предків Інокентія (євреїв за етнічною належністю) у збіднілих шляхтичів Монастирських.

### Живопис XIX ст. Київська малярська школа

#### Іван Селезньов
У центральній бані Кирилівської церкви зображено Вознесіння Хрестове в сонмі ангелів, як у Георгіївській церкві Старої Лагоди, Спасо-Нередицькій та Спасо-Мирозькій церквах XII ст. В Кирилівській церкві на час реставраційно-відновлювальних робіт від старої фрески збереглися лише обриси ангельських крил. У новій композиції по центру на веселці, що розтинає синє небо, зображений Христос на золотому тлі в пурпуровому хітоні та ніжно-блакитному плащі-гіматії. Навколо Ісуса — дев'ять ангелів. Нижче в підбаннику купола — 12 апостолів (нині це відкрита фреска XII ст.), ще нижче — 12 херувимів. Стінописи створив художник Селезньов Іван Федрович (1856—1936). Праця на вигнутій площині для нього була новою, а тому не надто вдалася. Селезньову ж приписують і виконання розпису головної конхи храму — художник змалював практично увесь образ Богородиці-Оранти з піднятими в молитві руками. Про працю Селезньова в Кирилівській церкві існують спогади М. Мурашка: «Прахову захотілось дати йому діло, і йому дістався дуже апетитний шматок: розписати головну баню і барабан. Це мене, як підрядчика, дуже підрізало, але Іван Федорович така мила людина, як не поділитися з ним;…До роботи своєї Іван Федорович поставився дуже любовно і зробив свою справу, наскільки міг, добре. Жахливо понівечена площина старої окам'янілої штукатурки йому страшенно заважала, а обличчя Христа, здається, його просто змучило, воно припало просто на якусь криву поверхню».

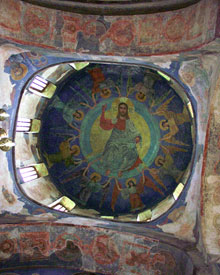
І. Селезньов. Вознесіння Ісуса Христа. Олія. XIX ст. Склепіння центральної бані
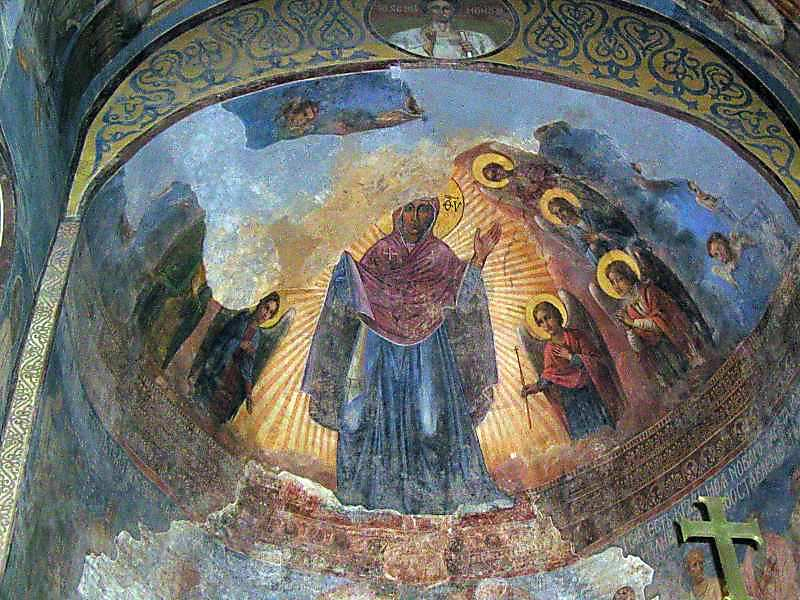
І. Селезньов. Богородиця-Оранта. Олія. XIX ст. Конха центральної апсиди

#### Харитон Платонов
Композиція «Хрещення Ісуса Христа» розміщена у південному нефі собору на західній стіні. Щоб відтворити цю відому з Євангелій композицію у стилі XII ст., Харитон Платонов скопіював мініатюру з відповідним сюжетом славнозвісного Нікомідійського Євангелія XII — початку XIII ст., але привніс у давнину ознаки класичного живопису XIX ст.

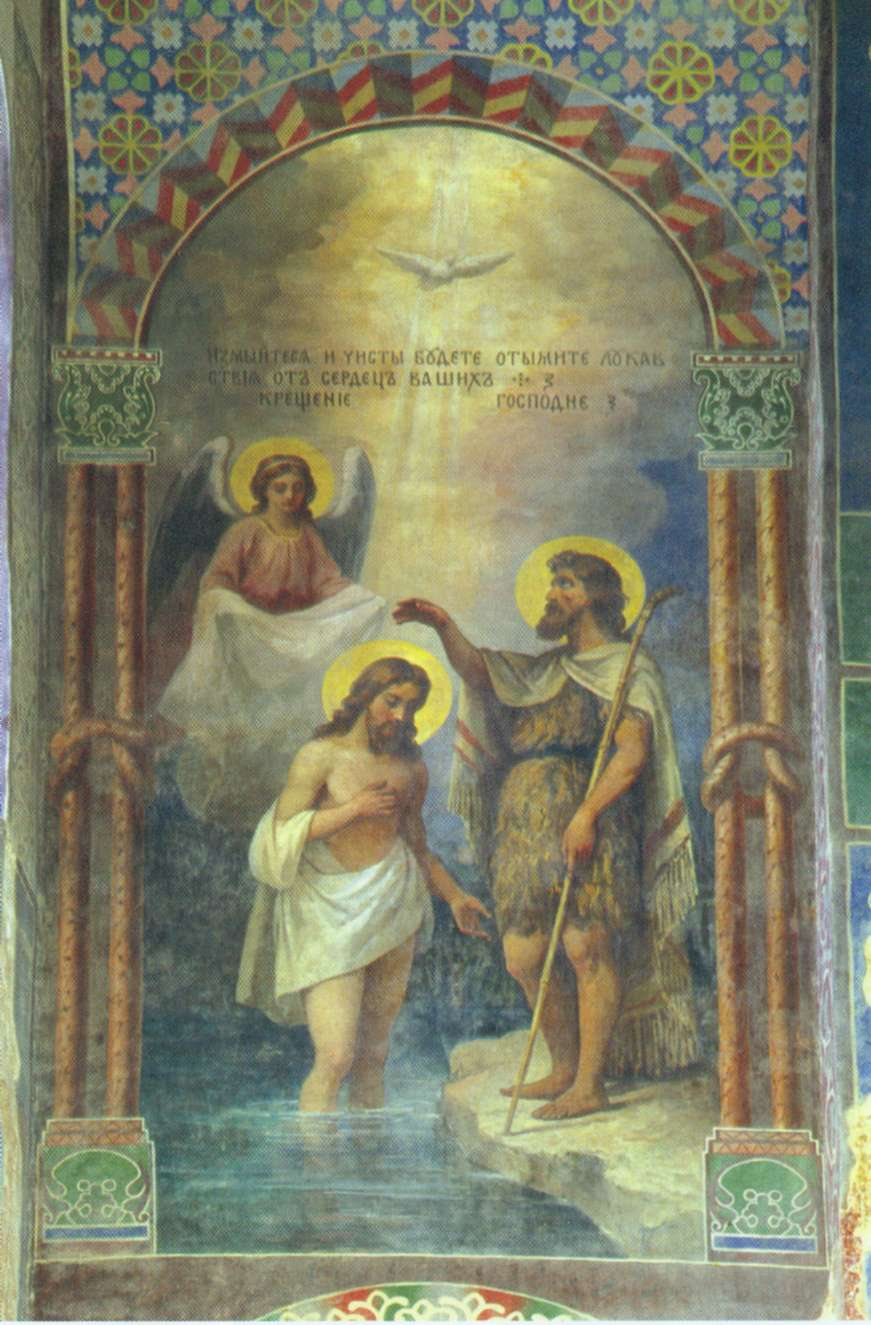
Харитон Платонов. Хрещення Ісуса Христа. Олія. XIX ст. Західна стіна південної частини трансепта

#### Микола Пимоненко
Тоді ще невідомий український художник Микола Пимоненко у Кирилівській церкві повторював олійними фарбами фрескові сюжети з композиції Різдва Христового. Однак йому ніяк не давався візантійський стиль: його постійно «тягло» в добу Відродження. Як відомо із наведених слів Зуммера: Пимоненко виконав нижню праву частину композиції з поклоніння волхвів (конкретно фігури, яка підносить дари) та домалював коня третього волхва «зі скульптурним моделюванням» у стінопису композиції Різдва Христового.

#### Самійло Гайдук
У листі до Прахова 1884 р. художник Врубель особливо хвалив твори Самійла Гайдука: «Нравятся мне очень и ангелы Гайдука, особенно Михаил. Теперь он начал большого ангела, руководствуясь моим наброском акварелью с Софийского». Означені зображення двох ангелів розташовані на другому ярусі обабіч центрального склепіння хорів. Йому ж приписують також зображення архангелів Михаїла та Гавриїла на південно-західному та північно-західному стовпах арки, яка веде з центральної частини храму до нартекса.

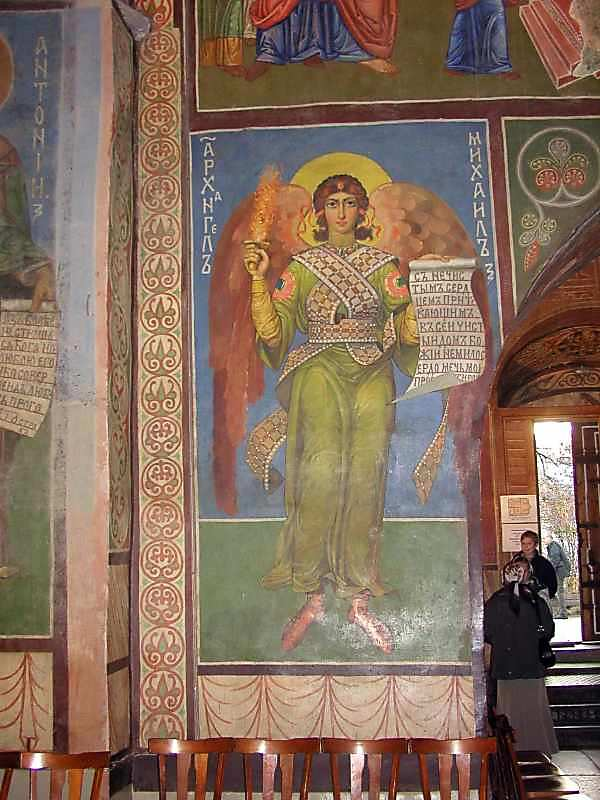
Самійло Гайдук. Архангел Михаїл. Олія. XIX ст. Композиція обабіч арки, що веде з центральної нави до нартекса

#### Михайло Кліманов
Цілком канонічним, але дещо шаблонним був стиль «майстерка з Півночі» Михайла Кліманова. Мурашко свідчить: «Він так набив руку в старовинному стилі, що у нього так і лилося: сухо, шаблонно, умовно… Робота його цілком відповідала стилю XII сторіччя…» На західній стіні центральної нави Кліманов написав Різдво Богородиці та Введення Богородиці до храму. Ці живописні твори справді цікаві й справляють гарне враження на тлі фресок XII ст.

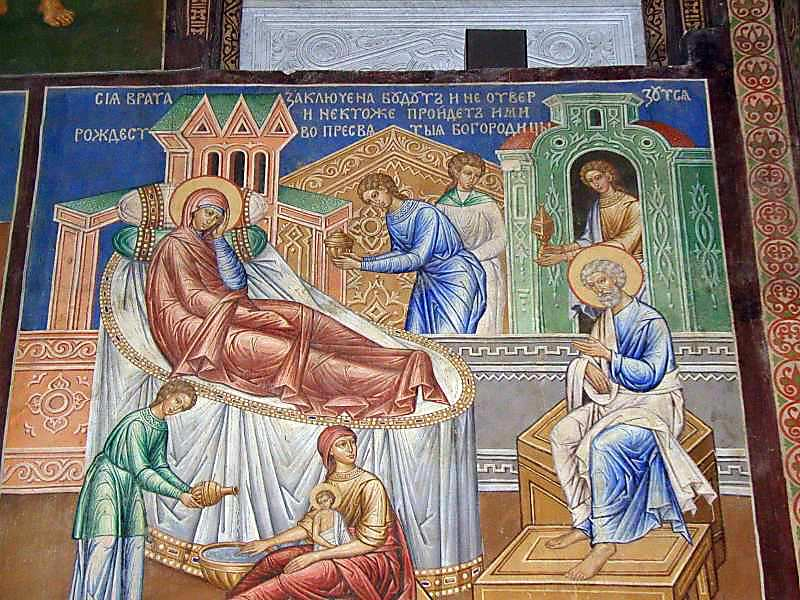
Михайло Кліманов. Різдво Богородиці. Олія. XIX ст. Західна стіна центральної нави

#### Іван Їжакевич
Творчий шлях видатного українського живописця: графіка, ілюстратора, художника-монументаліста, який зробив значний внесок у розвиток образотворчого мистецтва XIX—XX ст. — Івана Сидоровича Їжакевича — розпочинається у 1882—1884 роках роботою над монументальними розписами Кирилівської церкви. Працюючи поруч талановитих майстрів — М. О. Врубеля, М. К. Пимоненка, І. Ф. Селезньова, М. В. Глоби, юний Їжакевич виконує зображення «Богоматері Оранти» у консі княжої молитовні та образ святого Петра зі сцени «Святий Петро веде святих до раю» у нартексі. Спільно з художником Ф. І. Даниловим Їжакевич змальовує постаті апостолів Петра і Павла на стовпах тріумфальної арки Кирилівського храму. Разом із І. С. Їжакевичем розписи виконували й інші учні Київської малювальної школи М. І. Мурашко, згодом відомі художники: І. Ф. Селезньов, X. П. Платонов, М. К. Пимоненко та інші.

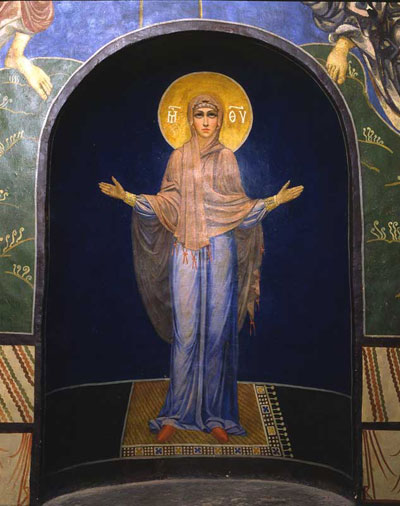
"Богоматір Оранта" (олія). І.С. Їжакевич.  1884 р. Кирилівська церква, хори, конха молитовні
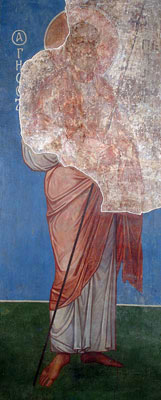
"Святі апостоли Петро і Павло" (олія). І.С. Їжакевич, Ф.І. Данилов.  1884 р.  Кирилівська церква, нижній регістр передвівтарних стовпів
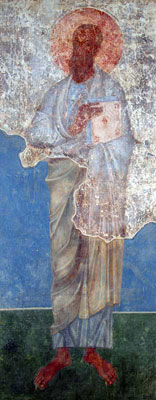
"Святі апостоли Петро і Павло" (олія). І.С. Їжакевич , Ф.І. Данилов.  1884 р.  Кирилівська церква, нижній регістр передвівтарних стовпів

#### Інші
Мурашко називає також цілу низку інших своїх учнів, які працювали в Кирилівській церкві: Валеріана Отмара, Олександра Курінного, Сергія Костенка, Віктора Замирайла. Однак поки не вдається ідентифікувати їх роботи у соборі — чимало олійного живопису цієї пори залишається не атрибутованим. Лише в листі батька Врубеля від 22 жовтня 1884 р., вочевидь зі слів сина, міститься інформація про загальну кількість виконавців: 30 учнів київської малярської школи та 10 «художников из петербургской Академии».

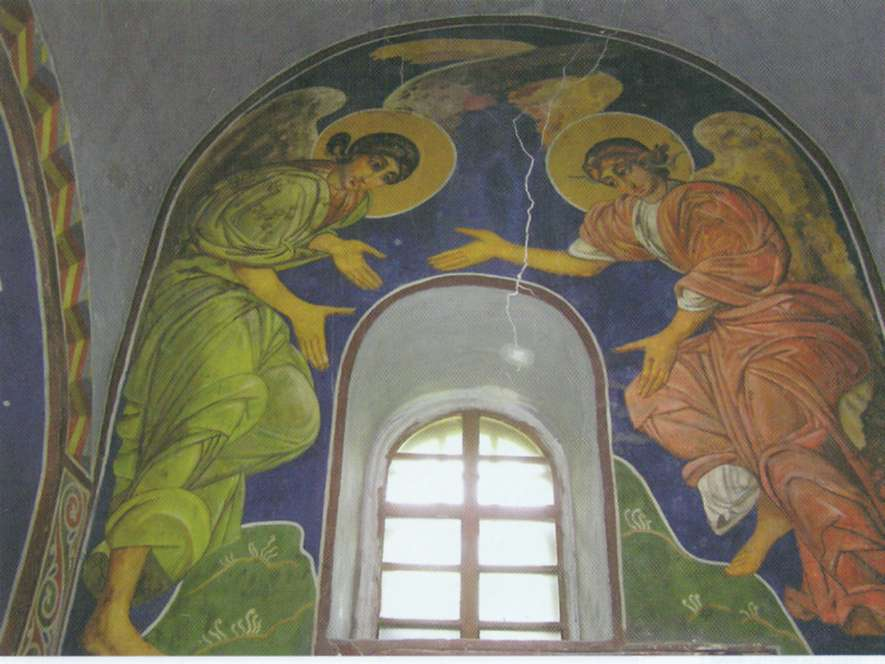
Ангели. Олія. XIX ст. Хори
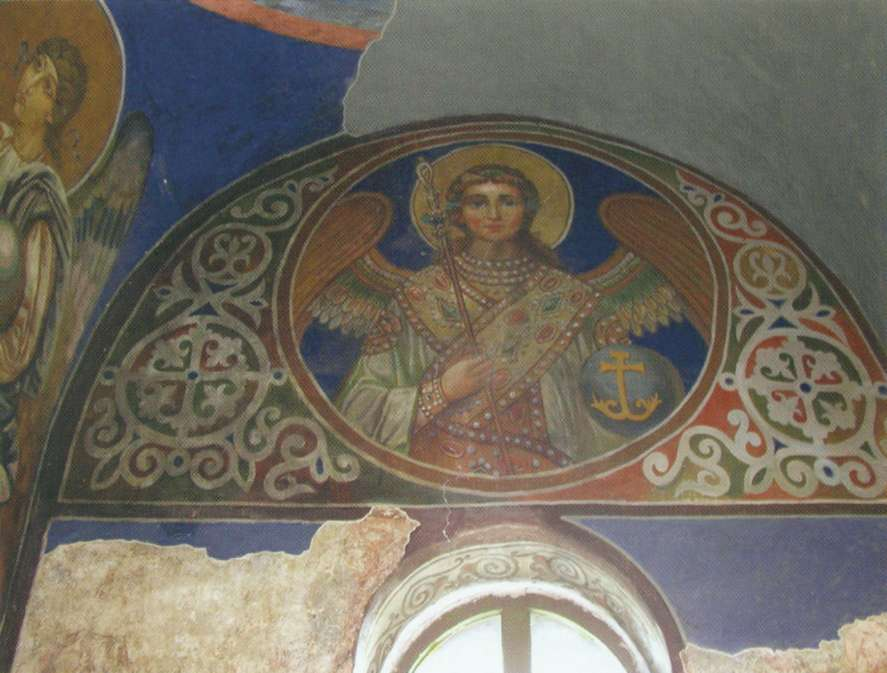
Архангел. Олія. XIX ст. Хори

### Живопис Михайла Врубеля
Серед олійного розпису, виконаного під час реставрації у XIX сторіччі, особливе місце належить роботам відомого художника, монументаліста і новатора-колориста Михайла Врубеля.
Один з найсильніших його творів у храмі — «Зішестя святого духа», що займає склепіння хор. У зображеннях апостолів художник із надзвичайною силою передав складність людських почуттів, створив галерею портретів з глибокою психологічною характеристикою. Тут же на хорах Врубелем виконані «Ангели з лабарами», напівпостать Христа, голови пророків Мойсея і Соломона.
У ніші нартекса художник написав «Надгробний плач». Побудована на контрасті плавних рухів трьох ангелів, які похилилися у скорботі, й нерухомості тіла Христа, на поєднанні холодного зеленувато-сірого та напружених вохристих тонів, ця сцена вражаюче передає глибину людського горя.
Для мармурового іконостаса, виконаного за ескізами Адріяна Прахова, Врубель написав у Венеції ікони «Афанасій», «Богоматір», «Христос» і «Кирило». Ці твори відзначаються образністю, глибоким реалізмом і високою живописною майстерністю. Найбільш вдалася художникові «Богоматір». У бездонних очах цієї тендітної молодої жінки, одягненої у дорогі шати, стільки страждання й тривоги за долю сина, що вона сприймається як втілення материнської скорботи і стоїть у ряду найкращих жіночих образів, створених художником. Кирилівський розпис та ікони стали важливою віхою у творчій біографії Михайла Врубеля і в історії вітчизняного монументального живопису XIX сторіччя.

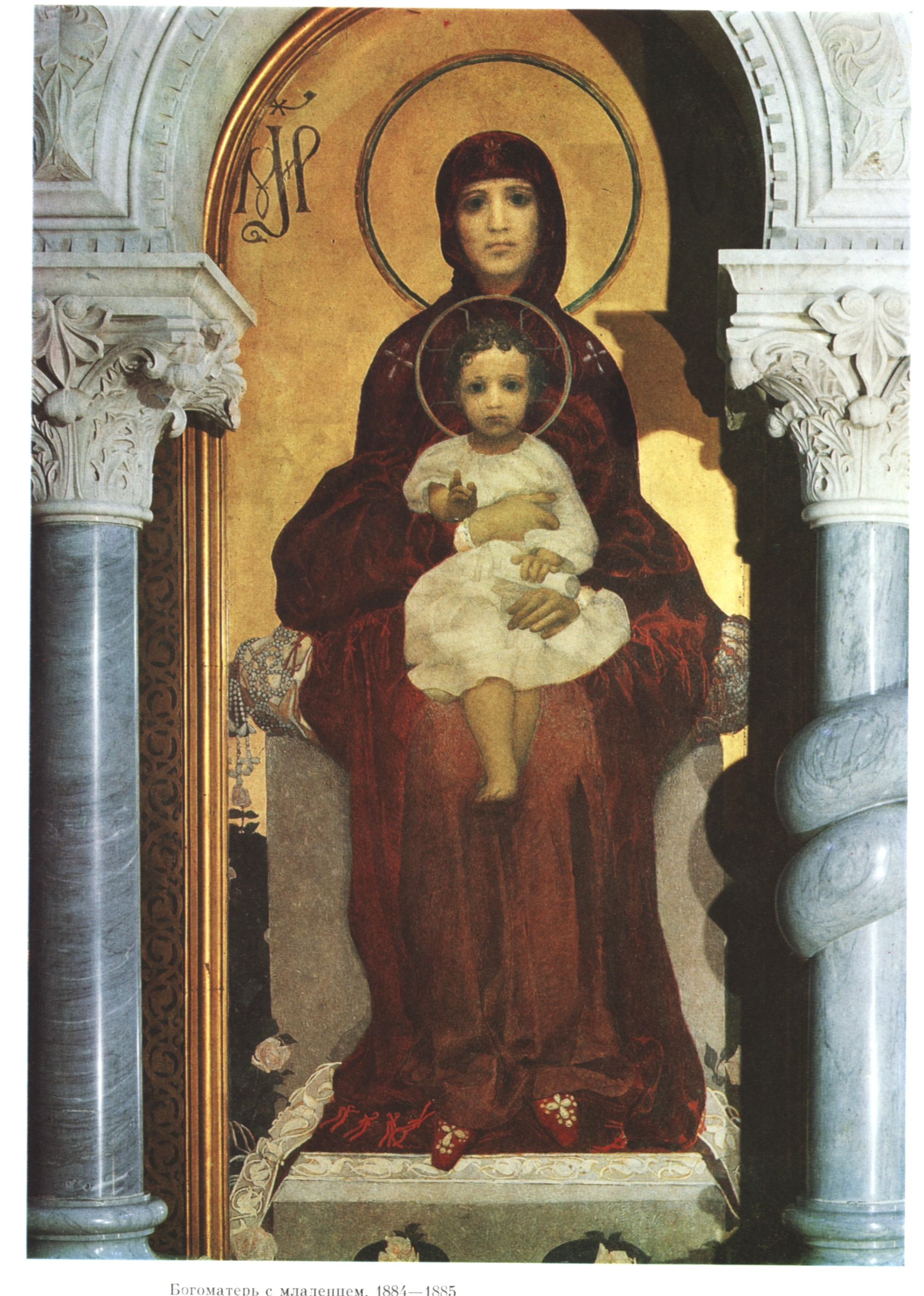
Божа матір. Натурщиця — Прахова Емілія Львівна
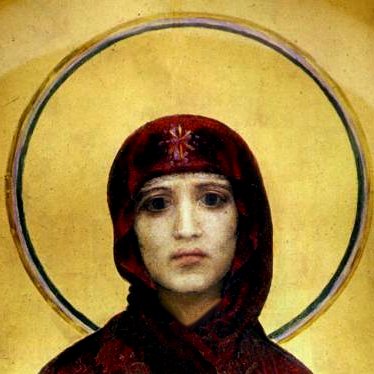
Божа матір, деталь
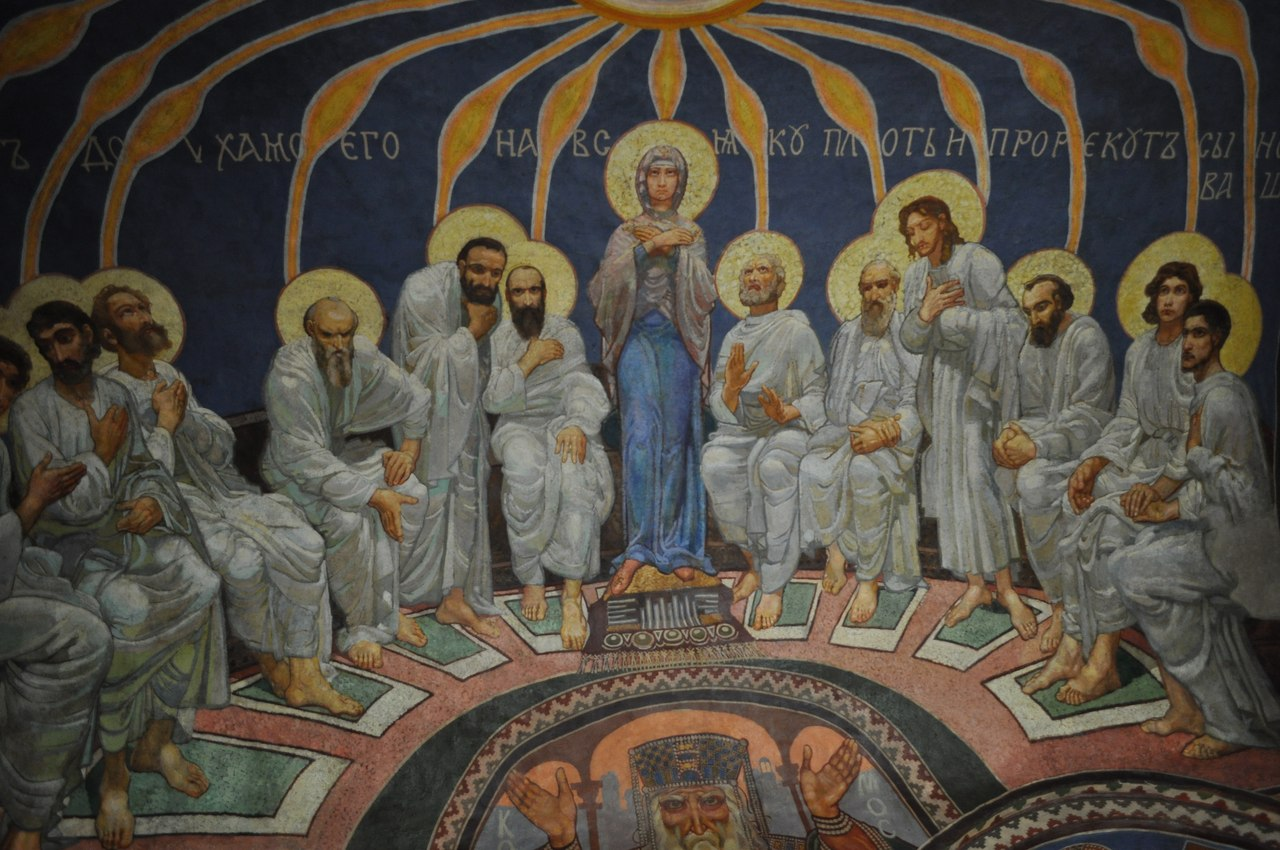
Зішестя святого духа на апостолів
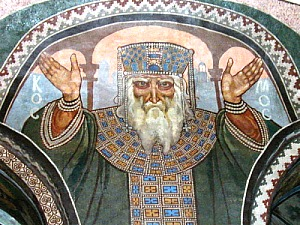
"Космос" (олія), XIX ст.
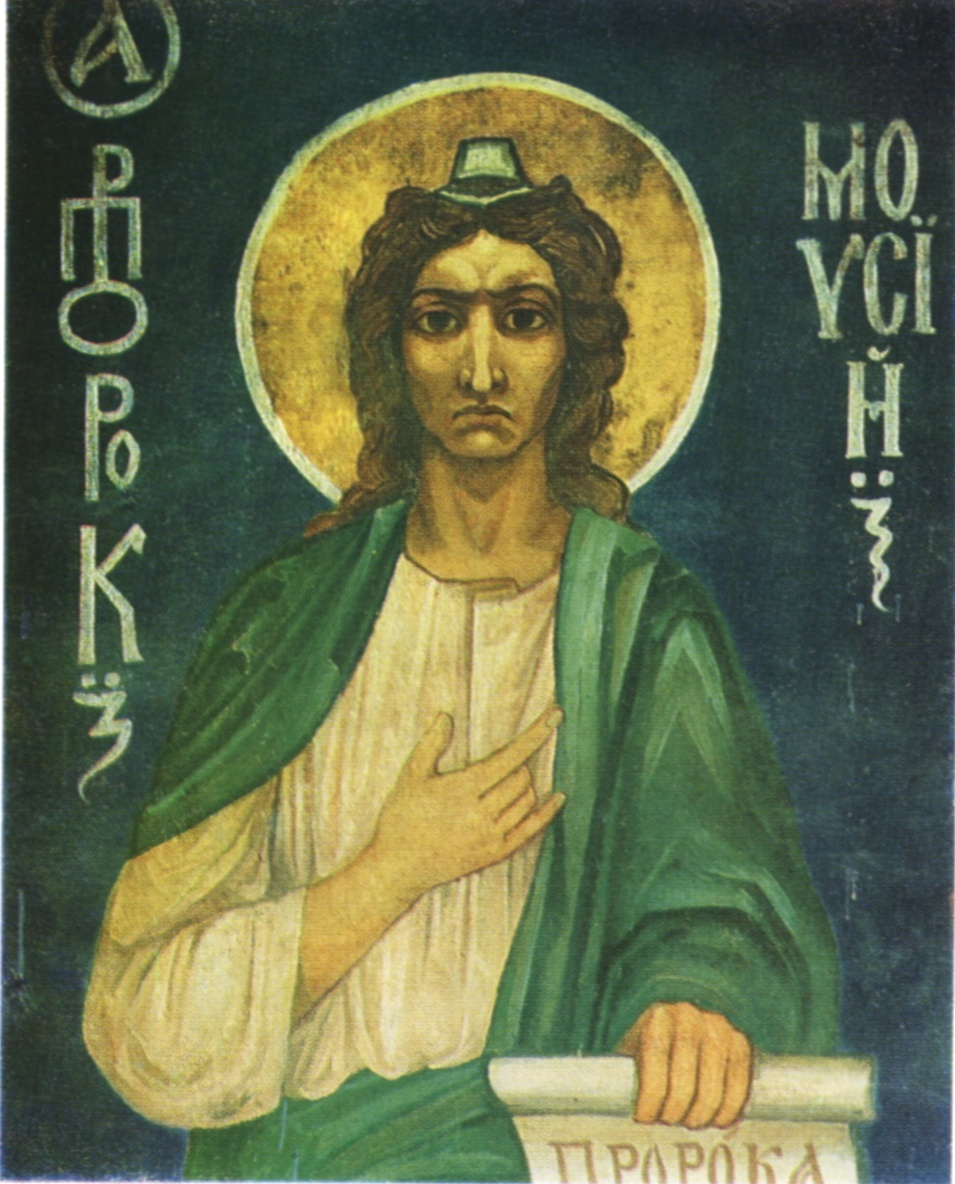
«Мойсей», стінопис Врубеля, Кирилівська церква
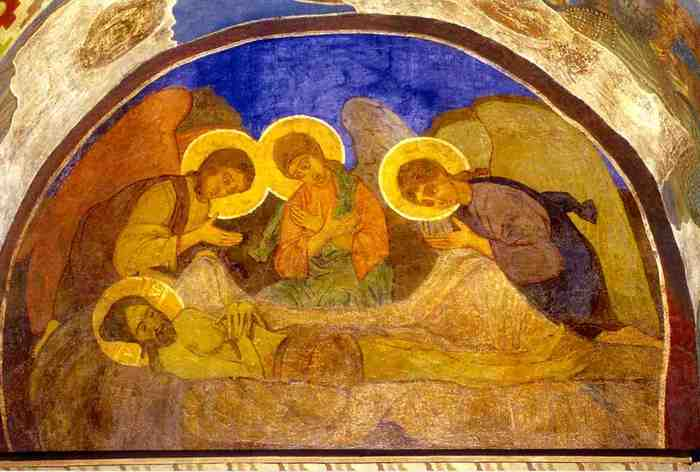
"Надгробний плач"

### Іконостас
Іконостас Кирилівської церкви

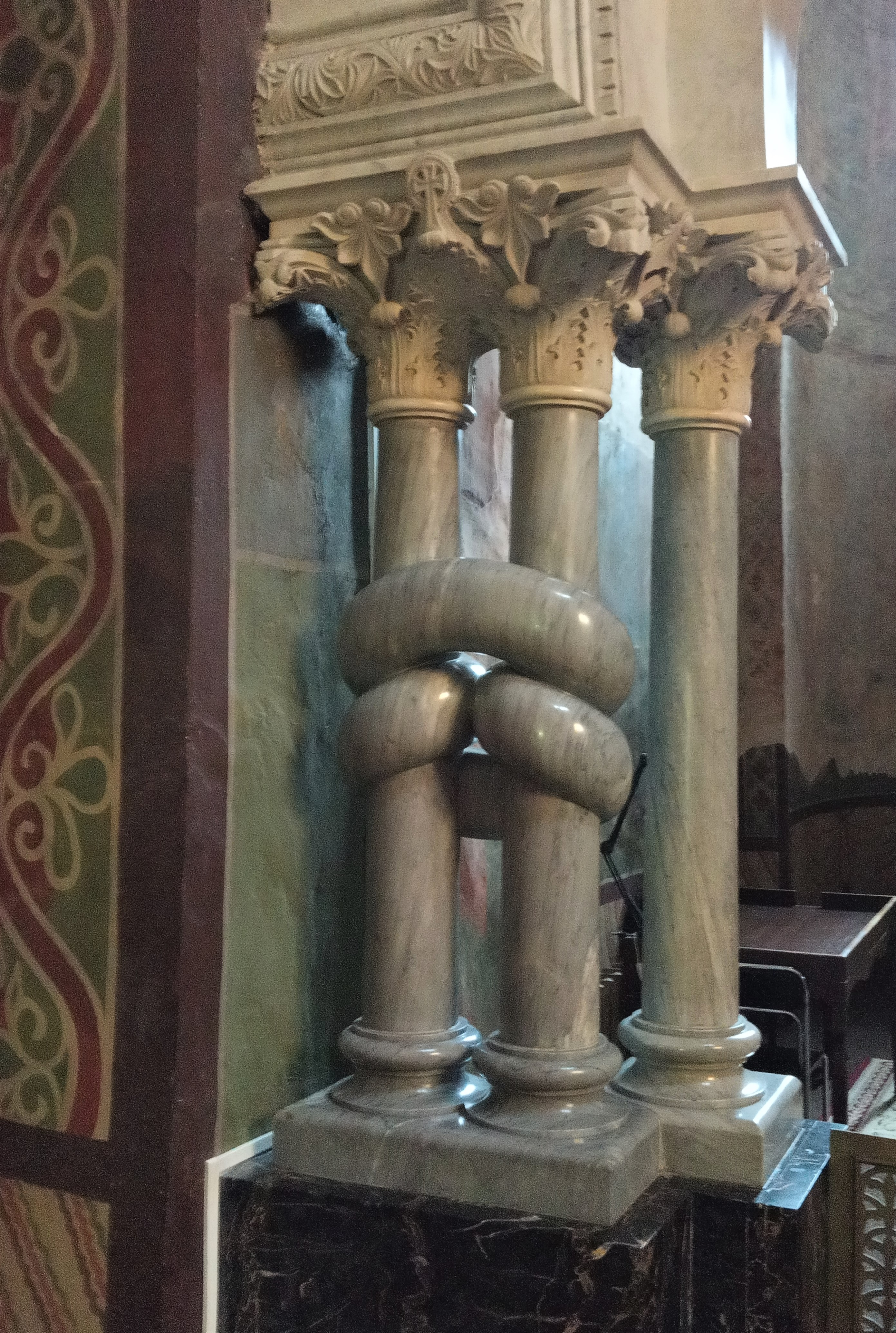
Мармурові колони іконостасу

Відомості щодо первісної передвівтарної огорожі Кирилівської церкви не збереглися. У XVII ст. у церкві було встановлено дерев'яний п'ятиярусний іконостас. У 1887 р. його було замінено на мармуровий. Іконостас, солея, кліроси і парапети для хор було замовлено італійській фірмі «Антоніо Тузіні і Джузеппе Россі». Їх виготовлено з різних порід італійського мармуру під керівництвом майстра Д. Яковенко. Металеві складові для іконостасу: Царські врата, дверцята до жертовника та дияконик, хрест відлито із бронзи у київській майстерні Т. Мартінсона. Оригінальний проєкт А. Прахова передбачав іконостас у псевдовізантійському стилі. Форма іконостасу мала повторювати невисоку передвівтарну огорожу (на зразок тої, що збереглася у кафоліконі монастиря Осіос Лукас у Греції (1030—1040-ві рр.).
Іконостас має три великих аркових отвори і чотири ніші для ікон. Ікони «Ісус Христос», «Богородиця з Дитям», «Святий Кирило», «Святий Афанасій» були написані М. Врубелем в 1885 р. у Венеції. Художник працював олійними фарбами на цинкових листах, використовуючи техніку різноманітного штрихування. Створені ним образи наближені до насиченого психологізмом мальовничому портрету. В суворій гармонії ліній і фарб образу Богородиці відчувається вплив майстра живопису венеціанської школи XV ст. Дж. Белліні. «В лице строгой, правильной красоты нет возраста; в чудных его очертаниях — юность, в горестной складке губ — старость. Прозрение грядущих скорбей и страдание за мир светится в больших темных очах» (А. Воротніков. Лист з Києва. 30 березня 1906).

### Хори
Фресковий розпис XII ст. на хорах зберігся лише у князівській молитовні. Він представлений житійним циклом Іоанна Предтечі. На південній стіні молитовні збереглося зображення «Ангела, що проводжає отрока Іоанна до пустелі».
У верхній зоні хорів знаходяться зображення небесних сил. Два архангела над арками у центральній частині були написані художником С. Гайдуком (1884). У простінках між вікнами розміщено фігури пророків з хартіями у руках.
У ніші апсиди молитовні зображена фігура Богородиці Оранти роботи художника І. Їжакевича (1884).
У створені розписів на хорах брав участь М. Врубель, він виконав тут кілька робіт: «Ісус Христос», «Ангели з лабарумами» (у князівській молитовні), «Пророк Мойсей» (голова), «Пророк Соломон» (голова), «Зішестя Святого Духа». Геніально обдарований митець із перших кроків самостійної творчості виявив себе неперевершеним художником-монументалістом. У розписах Кирилівської церкви М. Врубель показав своє вміння будувати складну композицію, проявив талант художника-колориста. «До чего же я погружен всем своим существом в искусство: просто никакая посторонняя искусству мысль или желание не укладываются, не прививаются» (з листа М. Врубеля).

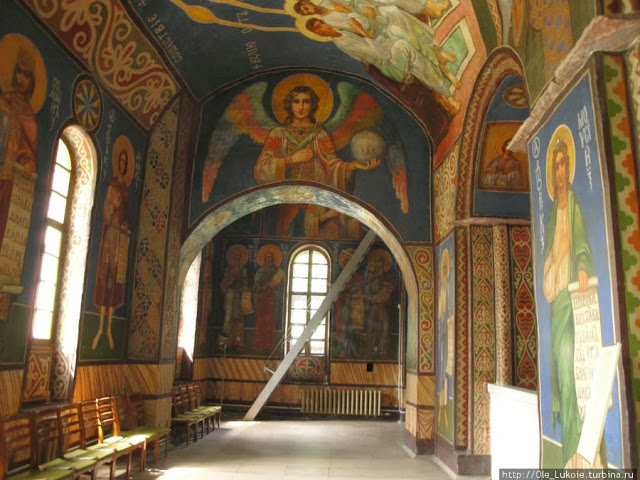
Кирилівська церква. Інтер'єр. Хори
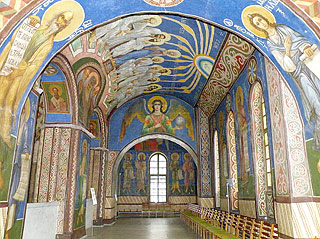
Хори Кирилівської церкви

## Дзвіниця

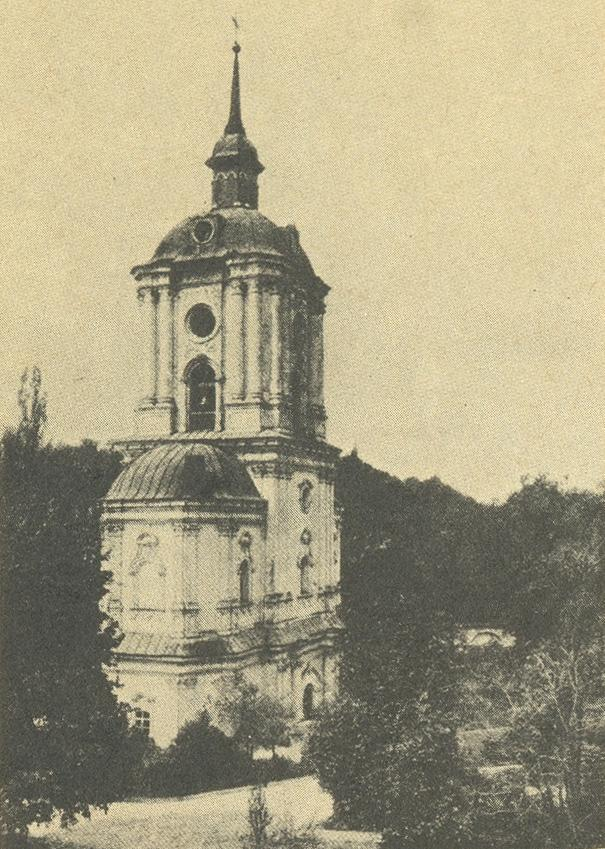
Благовіщенська церква-дзвіниця Кирилівської церкви

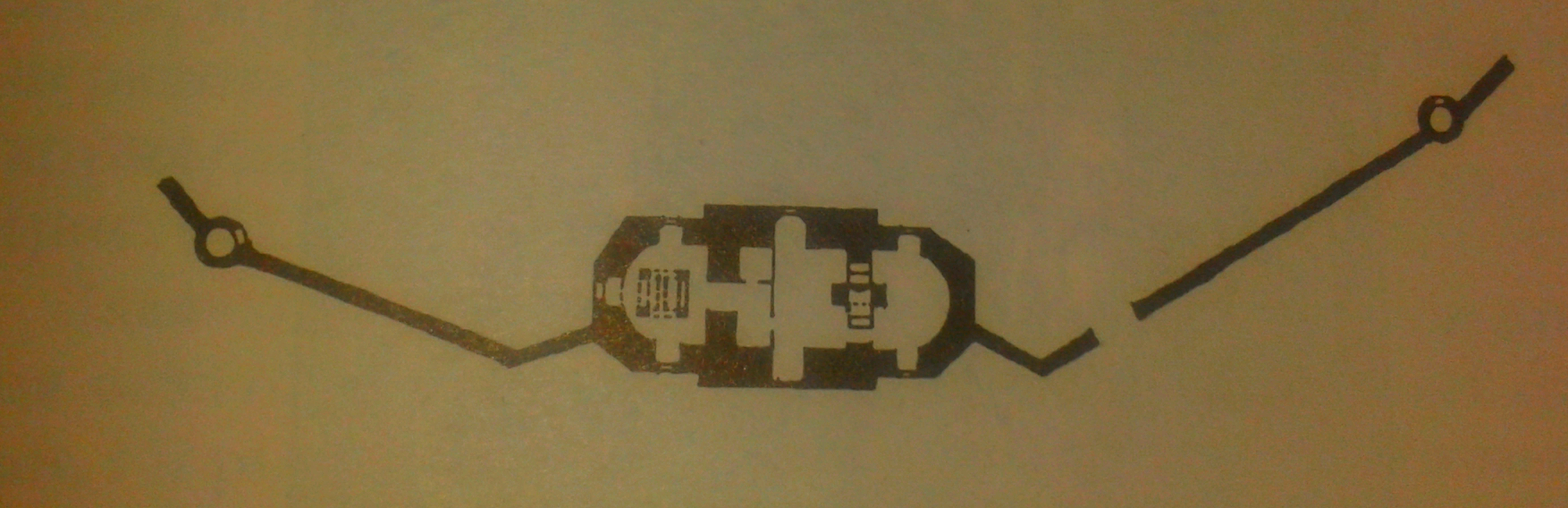
План Благовіщенської церкви-дзвіниці на кресленні Й. Шарлеманя-Боде

Переважна частина будівель Кирилівського монастиря спершу була дерев'яною. Так само з дерева було споруджено дзвіницю (у другій половині XVII століття їй надали вигляду триярусної вежі над брамою). Але 1734 року обитель постраждала від нищівної пожежі. Дерев'яна забудова згоріла, навіть на кам'яній церкві Святого Кирила (тоді вона називалася Троїцькою) було пошкоджено бані. Монастир перебував у невтішному стані, аж доки до Києва приїхала на прощу імператриця Єлизавета Петрівна. Імператриця відвідала обитель і пожертвувала їй чималу суму грошей на відбудову. Було вирішено оточити монастир мурованою стіною з вежами та брамою. Цей задум утілили наприкінці 1740-х — на початку 1750-х років.
Будівництво нової дзвіниці було витратнішим, і з цим довелося зачекати. Зрештою, на початку 1759 року ігумен Кирилівської обителі Феофан (Жолтовський) отримав від Київської духовної консисторії дозвіл на спорудження кам'яної надбрамної дзвіниці із вбудованою церквою на честь Благовіщення Пресвятої Богородиці, причому обіцяв забезпечити її зведення власним коштом. Він запросив як проєктувальника та будівельника-підрядника талановитого київського зодчого Івана Григоровича-Барського, який погодився виконати всі роботи за півтори тисячі рублів (на ті часи вельми значна сума).

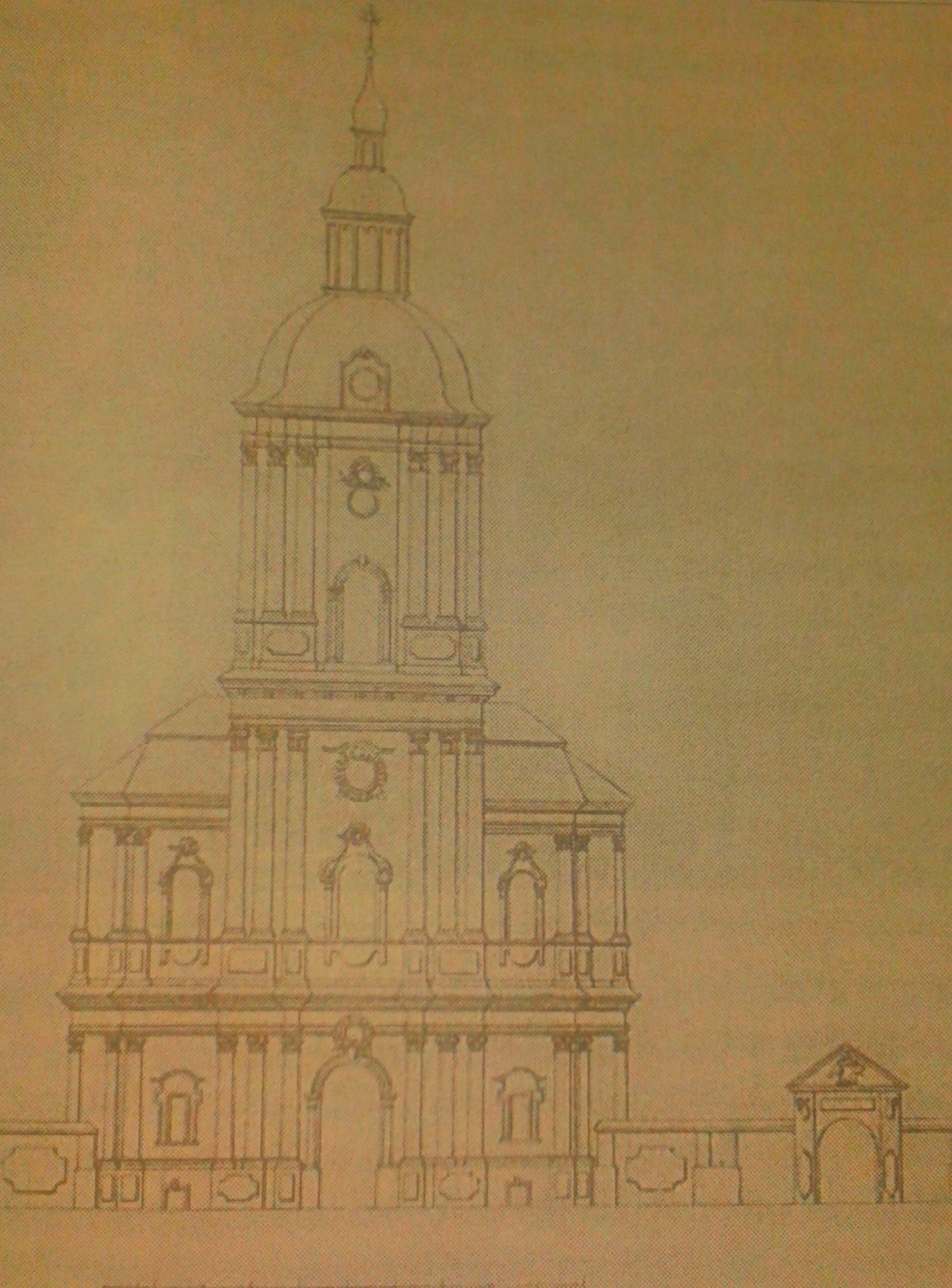
Реконструкція фасаду Благовіщенської церкви-дзвіниці

Щоправда, досвідчена артіль зводила дзвіницю не так швидко, як бажалося. Протягом двох сезонів (1759 та 1760 років) основну частину будівництва було зроблено, але коли залишався якийсь місяць для того, щоб довести задум до кінця, ігумен Феофан помер. Через це фінансування робіт призупинилося. Незавершені конструкції було захищено від атмосферного впливу соломою. Наступники Феофана нічим не сприяли добудові дзвіниці. У серпні 1764 року Григорович-Барський звернувся по допомогу до митрополита Арсенія (Могилянського). Архітектор доводив, що подальша затримка призведе до псування вже зведеної споруди, унаслідок чого неминуче виникнуть зайві витрати. Його аргументи були переконливими і дзвіницю добудували. Але гроші на неї відпускали вкрай ощадно, тому з облаштуванням на другому ярусі споруди теплої церкви Благовіщення довелося чекати до початку 1770-х. Коли ж нарешті все було готове, над дверима, що вели до церкви, з'явився пам'ятний напис: «Во славу Святыя и Единосущныя и Животворящия Неразделимыя Тройцы создася сей храм, в честь и славу Преблагословенныя Девы Марии, Преславного Ея Благовещения, при благополучной державе Великия Государыни Елизаветы Петровны всея России, и при наследнике ея, внуке Петра Первого благоверном Государе и Великом Князе Петре Федоровиче, благословением преосвященнейшего Арсения Могилянского, архиепископа, митрополита Киевского, трудами и иждивением Игумена Святыя Тройцы Кириловския обители Феофана Жолтовского, 1760 года. Делал мастер мещанин Иван Григорович».
Як бачимо, у цьому написі наведено умовну дату (1760 рік), яка, згідно з документальними відомостями, фактично відповідає спорудженню дзвіниці начорно ще за життя ігумена Феофана. Проте деякі дослідники історії Києва та Кирилівського монастиря помилково зазначають її як реальну дату закінчення будівництва.
Отже, у першому ярусі дзвіниці Кирилівської обителі була брама з проїздом. У другому ярусі містилася тепла церква, а в третьому — власне дзвіниця з кількома дзвонами. Її довершувала характерна барокова ступінчаста баня з малим барабанчиком та «ліхтариком». Нижній ярус був приземкуватим, середній і верхній — значно вищими. Загальна висота дзвіниці з хрестом сягала понад 56 м. Споруда одразу перетворилася на важливу домінанту, котра чинила активний вплив на оточуючий простір та становила невід'ємну композиційну частину Кирилівського комплексу.
За художнім вирішенням Кирилівська дзвіниця була яскравим зразком барокового стилю. Як характеризував її український та радянський архітектор і мистецтвознавець Микола Холостенко, «поєднання тонкого й майстерного профілювання карнизів з елементами, що походять від українського бароко першої половини XVIII ст. (наприклад, досить-таки грубі віконні лиштви), а також з впливом сучасної російської барокової архітектурної школи Растреллі, створюють архітектурну фізіономію споруди». За наказом імператриці Катерини II, котра відібрала у державну власність чимало монастирських земель, 1786 року територію Кирилівської обителі було передано під заклад для утримання солдатів-інвалідів. Сам монастир відтоді більше не існував. Поза його стінами на початку XIX сторіччя розмістили божевільню; надалі поряд з нею виросли корпуси губернської лікарні та богадільні — так звані «Кирилівські богоугодні заклади».
За цих умов потреба в наявності теплої церкви у дзвіниці відпала. Зате виникла необхідність організувати при лікарні аптеку. Її влаштували якраз у колишньому церковному приміщенні на другому ярусі дзвіниці. На першому ярусі обабіч проїзду діяли аптечні лабораторії. Згодом, наприкінці 19 століття, браму при дзвіниці взагалі замурували (її функції перебрала окрема арка-брама у старовинному мурі), а приміщення, що утворилося, використали для «народної чайної» з благодійною бібліотекою-читальнею. У такий спосіб незаможних киян відволікали від зловживання алкоголем. У середині XIX сторіччя дещо змінився зовнішній вигляд дзвіниці. 1851 року її було пошкоджено пожежею, що спалахнула чи то через удар блискавки, чи то внаслідок недбалості з вогнем у лабораторії. Будівлю відновили лише у 1864-му; при цьому маківки головної бані та покрівля бічних прибудов набули нових форм.
Саме такою дзвіниця залишалася впродовж тих років, що їй судилося проіснувати. Її можна побачити на численних старих світлинах і поштівках. Такий вигляд вона мала й у радянські часи. За комуністичної влади Кирилівські богоугодні заклади було перетворено на психіатричну лікарню імені Тараса Шевченка. Дзвіниця ж перебувала в користуванні лікарні як аптечне приміщення. Після того, як постановою РНК УРСР було створено Державний Києво-Кирилівський заповідник, його організатори мали намір музеєфікувати цю пам'ятку. Путівник «Київ» у 1930 році констатував: «У приміщенні дзвіниці (де тепер аптека) має організуватись музей архітектора Григоровича-Барського». Утім, гідний задум не було здійснено. Лише 1932-го споруду дзвіниці в занедбаному стані передали від лікарні заповідникові, який відремонтував її та пристосував для зберігання фондів і під житло службовців.
Далі, після переїзду до Києва столиці УРСР, розгорнулася активна кампанія нищення культових споруд. 23 червня 1936 року президія Київської міськради своєю постановою № 2577 дала дозвіл на варварську акцію — руйнування Кирилівської дзвіниці та використання цегли від неї для реконструкції психіатричної лікарні. Директор музею в Кирилівській церкві А.Александров докладав відчайдушних зусиль задля порятунку пам'ятки архітектури, звертався від імені заповідника до міськради, міської прокуратури, освітніх установ. Проте його зусилля виявилися марними. 1937 року почалося поступове розбирання Кирилівської дзвіниці, а також переважної частини мурів. Унікальний взірець української архітектури XVIII століття, важливий містобудівний і композиційний акцент було втрачено. Після того, як колишню лікарню імені Шевченка було перейменовано на честь академіка Івана Павлова, приблизно на місці дзвіниці йому поставили пам'ятник у вигляді невеликого погруддя роботи скульптора Івана Кавалерідзе.
Уже за часів незалежної України в одному з приміщень Кирилівського комплексу відкрили нову церкву, богослужіння відновили й у стародавньому Кирилівському храмі. Неподалік 1999 року спорудили тимчасову дзвіницю: її нижній ярус цегляний, верхній — ажурний, металевий. Того самого року Кабінет Міністрів України затвердив Програму відтворення видатних пам'яток історії та культури України. У переліку споруд, що їх передбачено відродити згідно з цією програмою, названо й надбрамну церкву з дзвіницею Кирилівського монастиря. Проєкт такої відбудови вже підготовлено на підставі архівних креслень та давніх зображень. На підмурках дзвіниці здійснено археологічні дослідження.
Проєкт відновлення дзвіниці належить архітектору Лосицькому. Юрій Лосицький знаний як архітектор, що відбудував наново Михайлівський Золотоверхий собор.

## Печери Кирилівської церкви
Після Другої світової війни, коли досліджувався стан цієї пам'ятки, відомий український архітектор Холостенко помітив: по центральній абсиді храму наскрізь пройшла величезна тріщина. Взялися з'ясовувати причину: звернулися до фундаментів, підняли архівні документи, провели певні дослідження. І з'ясувалося: церква стоїть на печерах. Вони були схожі на печери Київської лаври.
Залишилися спогади ще одного з дослідників — Зіміна. До печер його завів з північного боку храму наглядач Кирилівської церкви. Зімін пише: ми зайшли до печер, там стояли гроби, як і в лаврі, проте стояли вони не уздовж проходу, а поперек; ми пройшли метрів 20, далі стояли схрещені балки, що підтримували стелю, і ще далі йти не наважувалися… Оце вся інформація. Єдине натуральне свідчення.
Згадують також про них археолог Самайловський, академік Толочко, але вони лиш називають факт існування самих печер, проте ніхто інший, крім Зіміна, не описує, як саме виглядає храмове підземелля. Отже, ніхто, крім Зіміна, не заходив до цих печер. Може, по війні уже не було туди входу, можливо, малися інші проблеми. Після Холостенка — після його повоєнних досліджень, входи до печер забили камінням, замурували. Дороги до них сьогодні вже не знає ніхто. Можна зробити лише такий логічний висновок: печери Кирилівської церкви, справді, схожі на лаврські, проте значно ширші, адже гроби в них стояли поперек проходу, а не повздовж, як у лаврі.

## Архітектурна загадка Кирилівської церкви

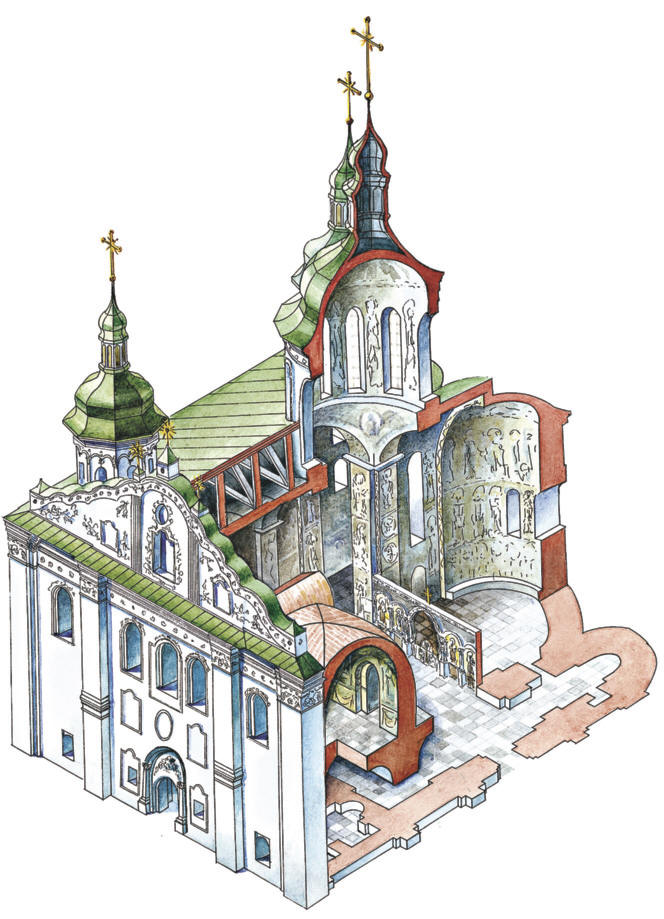
Аксонометричний розріз Кирилівської церкви

Архітектурна загадка Кирилівської церкви міститься саме в дияконнику з розписами сцен із житія Св. Кирила Александрійського, а точніше — в південній стіні дияконника. Вмонтовані в товщі стіни двері ведуть на сходи, які круто піднімаються на висоту близько трьох метрів і виводять на невеликий майданчик у південному пілоні, який умовно можна назвати «балконом».
І от саме щодо цієї архітектурної деталі вчені й понині «ламають списи», оскільки ніяк не можуть точно встановити її призначення. Хід починається від улаштованих по центру південної стіни апсиди дверей, що ведуть на сходи, а потім через вихід у південному пілоні (висота 4 м 90 см) — на невеликий майданчик («балкон»).
Довжина сходів ледве більше 4 м, ширина ходу 65 см. Вихід зі сходів являє собою невеликий майданчик завширшки 59 см, завдовжки 65 см, висота аркового виходу 187 см. Навпроти, у стіні південного стовпа тріумфальної арки, чітко простежується гніздо із залишками дерев'яних брусів, з яких був виконаний не існуючий нині поміст. Довжина цього помосту-балкона становила 2 м 47 см, ширина — приблизно 60-65 см. Вихід на балкон оформлений багатим парадним фресковим орнаментом, досить великий фрагмент якого зберігся з XII ст. Усередині сходового ходу на південній стіні, прямо навпроти дверного прорізу є короткий датований напис, що складається з трьох невеликих рядків.
Цей напис розшифрований С. Висоцьким «Федорец, травня 30-го 1605 року», поруч із цим записом помітні залишки ще одного фрагментарно збереженого графіті «Фило», тобто ім'я писавшого «Филон». Особливості графіки вказують на скоропис XVII ст. Ще одне графіті з датою 1717 травня й підписом, що погано читається, виявлено на південній стіні на початку ходу. Наявність написів указує на те, що хід, улаштований ще у XII в., функціонував у XVII та XVIII ст. З легкої руки києвознавця К. Шероцького пішла гуляти й побутує понині ідея, ніби цей хідник і «балкончик» призначені для новопострижених монахів, котрі мали після постригу певний час безвідлучно перебувати в храмі, або ж «для какого-либо хранилища, не исключая и погребального назначений’».
Зазначимо, що ідею про «балкончик» як місце перебування новопострижених монахів запропонував ще А. Прахов. Давня практика постригу у схиму і справді передбачала молитви у церкві після виконання обряду, але лише великосхимник давав обітницю не покидати своєї келії (саме келії), за винятком виходу на церковні служби.
Згідно з християнськими канонами постриг монахів, як правило, відбувався у трансепті навпроти іконостаса (тяжкохворих або помираючих можна було постригати в будь-якому місці). І хоча в деяких монастирях насправді існував звичай триденного перебування у храмі новопострижених, і саме в центральному вівтарі, однак ця традиція мала дуже невелике поширення (наприклад, у Свято-Троїцькій Лаврі біля Москви) й передбачала молитовне перебування власне в храмі, перед святим престолом, а не над ним (що стало б, навпаки, порушенням цієї традиції).
Це стосувалося й схимників. Припустити, що з усіх київських та чернігівських монастирів лише в Кирилівському раптом запровадили подібну практику, було б явною натяжкою.
І, безперечно, це нічого не пояснило б: на високому «балкончику» ледь могла стояти одна людина, навіть не двоє, і не навколішки чи розпростерто, як того якраз вимагав звичай (більше поширений усе ж у Римо-Католицькій Церкві, коли монахи, особливо францисканці, «крижем», тобто у вигляді хреста — розпростерши руки, долілиць мали лежати на підлозі храму перед престолом). Що стосується похоронного призначення, малоймовірно, щоб небіжчика несли вузькими сходами, а потім залишали на відкритому «балконі» — таких прикладів немає в історії християнської Церкви, і це явно суперечить її поховальним канонам.
Тіло мало покладатися в землю або на землю.

## Некрополь
Перше відоме поховання в храмі Св. Кирила датоване 1179 р. — тоді в одній із ніш поховали дружину кн. Всеволода Ольговича, доньку кн. Мстислава Великого княгиню Марію Мстиславівну, котра прийняла чернечу схиму перед смертю, а тому могла бути похована в церкві і в чоловічому монастирі (деякі дослідники з факту поховання у храмі кн. Марії Мстиславівни безпідставно висновували, що Кирилівський монастир міг бути жіночим). Про цю сумну подію повідомляє Київський літопис XII ст. (Іпатіївський список) під означеним 1179 р.: «Того же лета преставися княгиня Всеволожая, приемши на ся чернечною схиму, положена бысть в Києве у святого Кюрила».
Місце поховання Марії Мстиславівни встановлено записом, зафіксованим ще А. Праховим. У його альбомі орнаментів Кирилівської церкви є замальовка одного з орнаментів та підпису під ним «Под Мар. Мст.». Цей орнамент був написаний під час реставрації церкви 1880-х років у західній частині південної нави, на ребрі південного опорного стовпа нартекса Кирилівської церкви. Саме тут, у горішній частині стовпа, відкрили фреску, де зображена жінка, котра виглядає з-за завіси.
Це зображення, як пам'ятаємо, А. Прахов атрибутував як портрет Марії Мстиславівни, котрий ідентичний зображенню на ктиторській композиції, розшифрованій І. Марголіною. Залишається припустити, що якраз навпроти цього «портрета» у західній ніші-аркасолії княгиня-схимниця й була похована.
Згідно з літописним повідомленням, того самого 1179 р. померла та дістала останній притулок у Кирилівській церкві й невістка Марії Мстиславівни — дружина її онука княгиня Марія Казимирівна. Вона була донькою краківського князя Казимира Справедливого й стала дружиною Всеволода Чермного (тобто рудого чи світловолосого) в 1178 р. (на той час Марії виповнилося 15 років).
Через рік після одруження Марія занедужала (ймовірно, через складні пологи) і померла, прийнявши перед смертю постриг з іменем Анастасії (під цим ім'ям записана в Любецькому синодику). На жаль, жодних зачіпок для визначення місця її поховання (в котрій з трьох ніш) немає.
Третім був похований у Кирилівській церкві великий київський князь (востаннє княжив у Києві з літа 1181 р. до смерті), син засновників храму Святослав Всеволодович (хрещальне ім'я — Михайло). Прославлений у «Слові о полку Ігоревім» переможець половецького хана Кобяка (1183) помер 27 липня 1194 р. на 78-му році життя в заміській резиденції («новому дворі») поблизу Кирилівського монастиря (чи в самому монастирі).
Святослав також перед смертю прийняв постриг у схиму. Його поховання, ймовірно, було у західній ніші біля входу на хори.
Нарешті, четверта ніша стала місцем спочинку сина кн. Святослава — чернігівського кн. Всеволода Чермного. який помер у 1212 р., будучи київським князем, чи у вересні 1215 р. будучи чернігівським князем, і мав хрещальне ім'я Данило. Доля цих поховань за монгольської навали невідома.
Коли саме останки похованих у Кирилівській церкві князів з роду Ольговичів були вийняті з гробниць, нам невідомо. Самі гробниці спіткала не менш сумна доля. Як пам'ятаємо, самі саркофаги були вийняті з ніш-аркасодіїв шляхтичем Войтехом Соколовський і використані як будівельний матеріал у його маєтку.
Розкопки, проведені в церкві в 60-ті роки XX ст., виявили поховання, однак жодне з них дослідники не віднесли до XII—XIII ст., тож ми не можемо чітко встановити навіть кількість поховань, здійснених усередині церкви за домонгольської доби. Можна лише теоретично припускати, то там ховали кирилівських ігуменів, і зокрема відомого з літописної згадки 1231 р. Климента.
Точна інформація щодо поховання кирилівського ігумена наводиться в цитованому вже Київському літопису першої чверті XVII ст. й стосується вона поховання 3 березня 1614 р. Василя Красовського-Масла на прізвисько Чорнобривець. Місце його можливого поховання вказав літописець: «и положили тело его честное под муром подле правого крилоса под стеною со честию великою».
На час Прахова вважалося, що Василь Красовський похований під стіною, на якій зображено портрет ігумена. Тепер же, коли вже ніхто не має сумніву, що на портреті зображений не Красовський, а Інокентій Монастирський, очевидно, що поховання Чорнобривця не може там знаходитися, тож згадана Праховим гробниця з певною часткою ймовірності може належати ігуменові — відновникові монастиря.
А. Прахов указав ще на одне місце поховання: «В южном конце паперти мы наткнулись… на интересную гробницу XVI—XVII века, в которую заглянули случайно, но не тронули ее, дабы не заслужить упрека в праздном любопытстве; она нанесена нами на план и разрез».
«Келійний літописець» Св. Димитрія Ростовського повідомляє про поховання в Кирилівській церкві його батьків. Першою тут була покладена мати святого: «1689 марта 29 дня во святой Великий Пяток, в спасительные страсти, мать моя Мария Михайловна, законная супруга отца моего Саввы Григорьевича, преставися в 9-й час дня, точно в тот час, когда Господь наш, на кресте страждущий за спасенне наше, Дух Свой Богу Отцу в руце предал. Имела лет от рождения более 70-ти. Апреля в 3-й день в среду Святой Седмицы сотворили мы погребение в монастыре Кирилловском и положили в церкви Святой Троицы на левой стороне к самой стене при дверях, коими на хоры всходят.
Да почивает о Господе, живыми и мертвими обладающим». Згодом поруч з дружиною, ліворуч від неї був похований Сава Туптало. Він помер 6 січня 1703 р. у віці 103 років.
Портрет Сави Туптала довгий час перебував на місці поховання, з нього зробили кілька копій, одна з яких (дехто вважає, що це оригінал з Кирилівської церкви) нині зберігається в Національному художньому музеї України. За даними О. Совєтова, оригінал портрета був пошкоджений через пожежу 10 серпня 1760 р. і замінений новим, тому в будь-якому разі мова має йти про копії не раніше 60-х років XVIII ст. Дослідник описав і тип портретованого: старець із довгою сивою бородою та волоссям, у лівій руці тримає символ сотницької влади, зверху зліва — герб із зображенням по центру літери Д; під зображенням був уміщений вірш.

## Сучасний стан

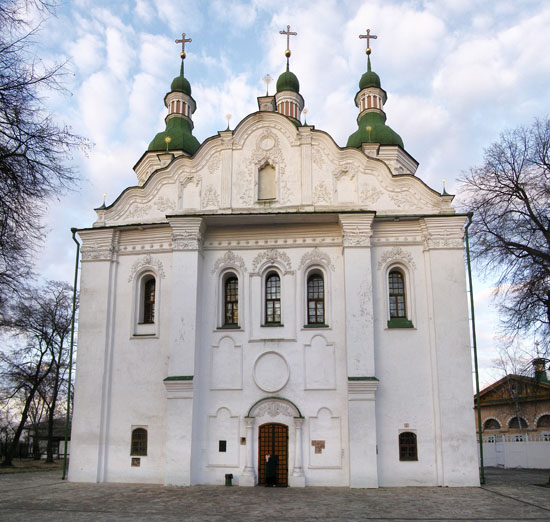
Кирилівська церква (2008)

З приходом радянської влади всі монастирські будівлі було націоналізовано й віддано Київському психоневрологічному диспансеру (нині Київська міська клінічна психоневрологічна лікарня № 1 імені І. П. Павлова), дзвіницю зруйновано. Саму ж Кирилівську церкву 1929 року оголошено історико-культурним музеєм, що згодом увійшов до складу заповідника «Софія Київська». Домонгольська і барокова архітектура храму, його настінний розпис ваблять до цієї пам'ятки тисячі гостей Києва. Тут провадяться концерти давньоруської музики у грамзапису, виступають артисти філармонії.
З 1995 року церква є також діючим храмом Української Православної Церкви. 14 червня 2011 року парафію було перетворено на Свято-Кирилівський чоловічий монастир.

## Експонати
У південно-західному аркосолії нартексу представлено деталь бронзового посрібленого панікадила, виготовленого Йосипом Василевичем у 1730 р. на замовлення ченця Саватія. Там само знаходяться дві пам'ятні плити: одна — XVIII ст. з пірофілітового сланцю із написом про будівництво дзвіниці І. Григоровичем-Барським, інша — XIX ст. з мармуру із написом про реставраційні роботи 1882—1889 рр.

## Додатково
Саме тут, в Кирилівських печерах, за легендами жив Змій Горинич, що поїдав подорожніх.

## Галерея

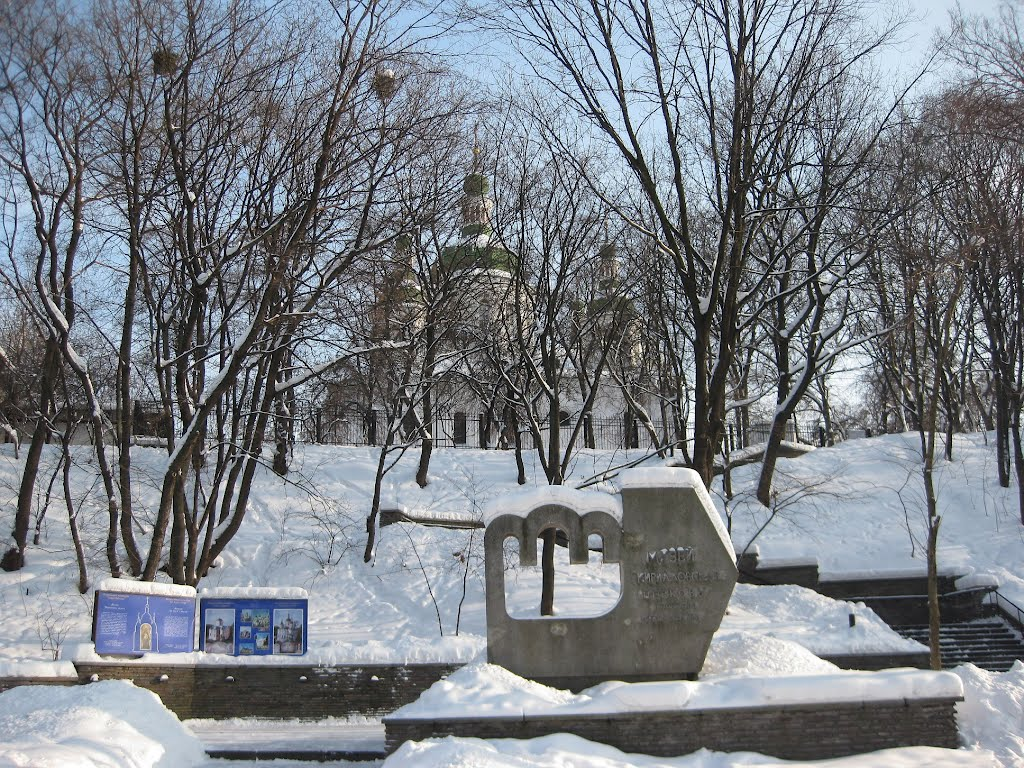
Центральний вхід до музею "Кирилівська церква"
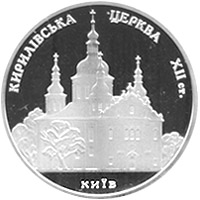
Пам'ятна монета НБУ присвячена Кирилівській церкві (реверс)